# Liste von Bergen und Erhebungen der Eifel

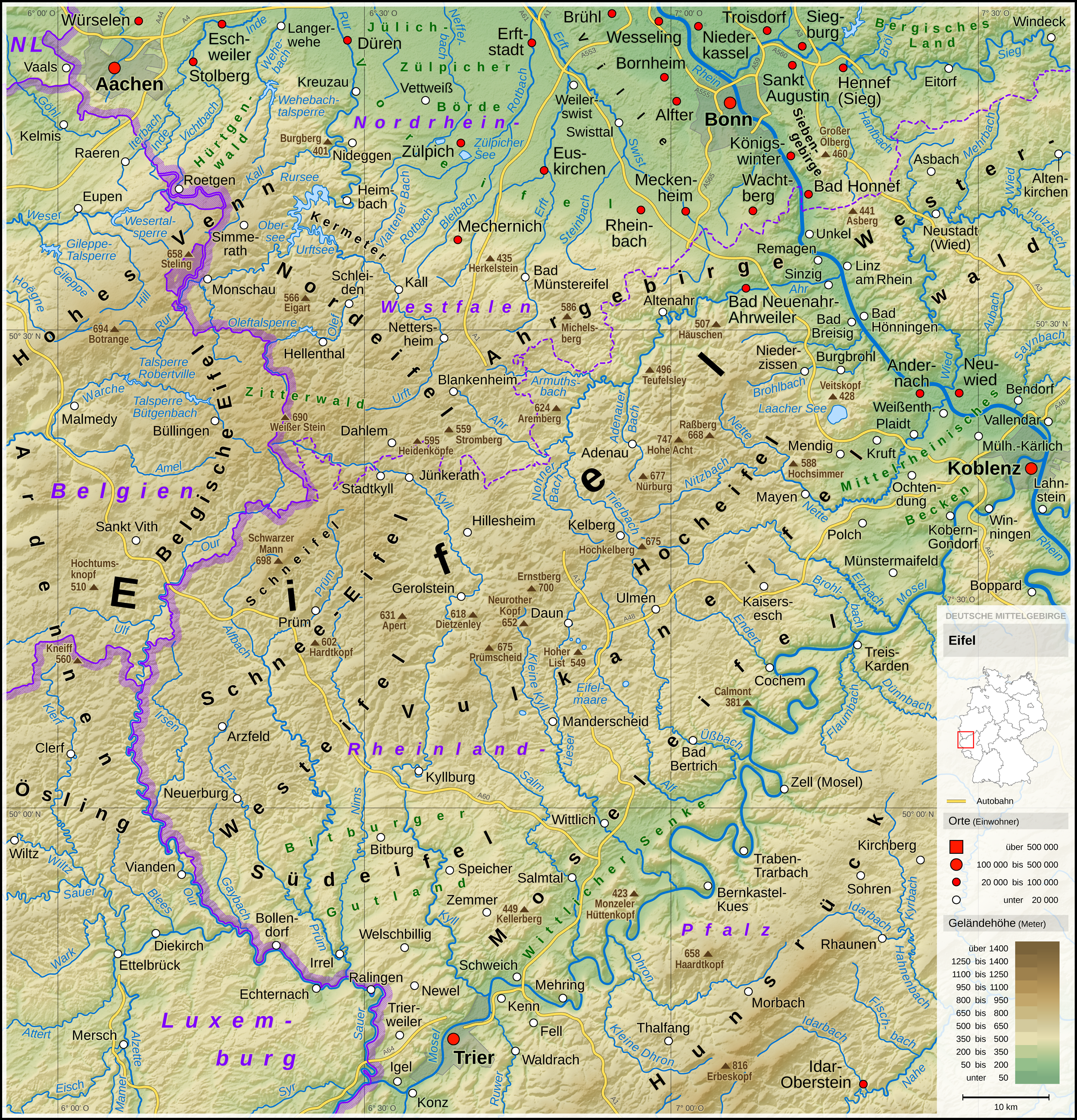
Lage des deutschen Eifelteils zwischen Aachen, Köln, Bonn, Koblenz und Trier

Die Liste von Bergen und Erhebungen der Eifel enthält eine Auswahl der Berge bzw. Erhebungen des überwiegend in Rheinland-Pfalz und Nordrhein-Westfalen (Deutschland) aber auch in Belgien und Luxemburg gelegenen und zum Rheinischen Schiefergebirges gehörenden Mittelgebirges Eifel.
Eifelteile sind unter anderem:
Ahrgebirge, Hohe Eifel, Hohes Venn, Hürtgenwald, Kermeter, Meulenwald, Moselberge, Nordeifel, Rureifel, Schnee-Eifel, Schneifel, Südeifel, Vordereifel, Vulkaneifel, Westeifel und Zitterwald.
Der höchste Eifelberg ist die Hohe Acht (746,9 m).
Siehe auch diese Listen:
– Berge des Rheinischen Schiefergebirges
– Berge in Nordrhein-Westfalen
– Berge in Rheinland-Pfalz

## Bergliste
8 Spalten der in der Ausgangsansicht absteigend nach Höhe in Meter (m) über Normalhöhennull [(NHN); im Einzelfall nach Höhe in Meter (m) über Normalnull (NN); wenn nicht anders angegeben laut ] für deutsche Berge (wie die Hohe Acht) und Meter über Pegel Ostende (m O.P.) für belgische Berge (wie die Botrange) sortierten Tabelle sind durch Klick auf die Symbole bei ihren Überschriften sortierbar.
Spaltenerläuterungen:
Berg, Erhebung, Ausläufer:
In dieser Spalte sind Alternativnamen in Klammern gesetzt, kleingedruckt und kursiv geschrieben. Dort steht bei mehrmals vorkommenden, gleichnamigen Eintragungen kleingedruckt und in Klammern gesetzt zur Unterscheidung jeweils der Name der Ortschaft, zu der das Objekt gehört. Erhebungen, die aufgrund ihrer Dominanz und Prominenz keine eigenständigen Berge darstellen, sind mit dem Kürzel Nk (Nebenkuppe) gekennzeichnet, und zudem ist dort der Berg, dessen Ausläufer sie darstellen, genannt. Des Weiteren steht das Symbol ⊙ für die Geo-Koordinaten, danach ist/sind der/die Staaten/en des Objekts erwähnt; der Staat, in dessen Gebiet der Gipfel (sofern sich dieser nicht genau auf der Grenze befindet) liegt, ist fett gedruckt.
Naturraum/Naturräume und Nr./Nrn.:
In dieser Spalte ist/sind die Naturraumeinheit/en genannt, in welcher/n der Gipfel liegt; dort befindet/en sich bei in mehreren Einheiten gelegenen Objekten in kleiner Schrift die angrenzende/n Einheit/en. In der rechts benachbarten Spalte ist/sind die dazugehörige/n Naturraum-Nummer/n aufgeführt.
Lage:
In dieser Spalte ist/sind bei einem Objekt, bei dem mindestens zwei Gemeinden gelistet sind, die Gemeinde/n, in deren Gebiet der Gipfel (sofern sich dieser nicht genau auf der Grenze befindet) liegt, fettgedruckt.
Landkreis/e (usw.):
In dieser Spalte ist/sind bei einem Objekt, bei dem mehrere Landkreise (usw.) gelistet sind, der/die (erstgenannte/n) Landkreis/e, in dem der Gipfel (sofern sich dieser nicht genau auf der Grenze befindet) liegt, fettgedruckt. Wenn alle Gemeinden im selben Landkreis (usw.) liegen, ist dieser nur einmal genannt.
Land/Länder:
In dieser Spalte ist bei einem Objekt, bei dem zwei Länder (usw.) gelistet sind, die Erstnennung des Landes (usw.), in dem der Gipfel (sofern sich dieser nicht genau auf der Grenze befindet) liegt, fettgedruckt. Wenn alle Gemeinden im selben Land (usw.) liegen, ist dieses nur einmal genannt.
Abkürzungen:
Die in der Tabelle verwendeten Abkürzungen sind unten erläutert.
| Berg, Erhebung, Ausläufer (Koordinaten) Staat/en                                                       | Höhe (m)                    | Eifel- teil/e                              | Naturraum/ Naturräume                                                                       | Nr./ Nrn.                    | Lage: Gemeinde/n – Ortschaft/en (bei/zwischen) | Land- kreis, krsfr. Stadt; Prov.; Kant. (s. u.) | Land; Reg.; Ex Dist. (s. u.) | Kommentar/e Ort von… (Sehenswürdigkeiten; NSG; Gewässer/-quellen) | Bild |
| --- | --------------------------- | ------------------------------------------ | ------------------------------------------------------------------------------------------- | ---------------------------- | --- | ----------------------------------------------- | ---------------------------- | --- | --- |
| Hohe Acht (⊙) D                                                                                        | 746,90                      | Hohe Eifel                                 | Hohe-Acht-Bergland                                                                          | 271.20                       | Adenau – Adenau (Ko) Herresbach – Döttingen – Herresbach (Ko) Herschbroich – Herschbroich (Ko) Kaltenborn – Hochacht – Jammelshofen – Kaltenborn (Ko) Siebenbach – Siebenbach (Ko)                                   | AW MYK AW MYK                                   | RP                           | höchster Berg von Eifel und Hoher Eifel, Typ: Vulkan; Kaiser-Wilhelm-Turm, Wintersportgebiet, Nürburgring (Nordschleife; n), NSG Hohe Acht; Q: Eschbach Q: Lochertsbach (n) (Herschbroicher Bach) Q: Siebenbach                                                                                   | Blick vom Raßberg zur Hohen Acht mit Kaiser-Wilhelm-Turm                                                                   |
| Ernstberg (Erensberg, Erresberg) (⊙) D                                                                 | 699,80                      | Vulkaneifel                                | Prümscheid, Dockweiler Vulkaneifel                                                          | 277.20 276.81                | Daun – Steinborn – Waldkönigen Dockweiler – Dockweiler (Ko) Hinterweiler – Hinterweiler (Ko) Kirchweiler – Kirchweiler (Ko)                                                                                          | DAU                                             | RP                           | höchster Westeifelvulkan, zweithöchster Berg der Eifel, Typ: Vulkan; Höhle und Martinswand, NSG Ernstberg; Q: Hinterweiler Bach Q: Kirchweiler Bach Q: Pützborner Bach (Putzborner Bach; Pützbach) Q: Sitzenbach                                                                                  | Blick aus Richtung Mäuseberg (am Weinfelder Maar) zum Ernstberg                                                            |
| namenlose Kuppe? (Schwarzer Mann; n) (⊙) D                                                             | 699,10                      | Westeifel – Schnee-Eifel – Schneifel       | Schneifelrücken                                                                             | 281.0                        | Auw bei Prüm – Schlausenbach Gondenbrett – Gondenbrett (Ko) – Wascheid Oberlascheid – Oberlascheid (Ko) Roth bei Prüm – Kobscheid                                                                                    | BIT                                             | RP                           | höchste Erhebung von Schneifel und Schnee-Eifel; Q: Alfbach Q: Schlausenbach Q: Litzenmehlenbach Q: Steinige Bach | Höhenzug Schneifel mit namenloser Kuppe nahe dem Schwarzem Mann (beide mittig links) mit Turm des Senders Schnee-Eifel     |
| Schwarzer Mann (⊙) D                                                                                   | 697,80                      | Westeifel – Schnee-Eifel – Schneifel       | Schneifelrücken                                                                             | 281.0                        | Auw bei Prüm – Schlausenbach Buchet – Buchet (Ko) – Halenfeld – Niederlascheid – Weidinger Gondenbrett – Gondenbrett (Ko) – Wascheid Oberlascheid – Oberlascheid (Ko) Sellerich – Sellerich (Ko)                     | BIT                                             | RP                           | Tranchotstein (Grenzstein), Sender Schnee-Eifel, Wintersportgebiet; Q: Alfbach Q: Hengstbach Q: Litzenmehlenbach Q: Mönbach | Höhenzug Schneifel mit Schwarzem Mann (mittig links) mit Turm des Senders Schnee-Eifel                                     |
| Botrange (⊙) B                                                                                         | 694,24                      | Hohes Venn                                 | Vennplateau                                                                                 | 283.0                        | Jalhay – Jalhay (Ko) Malmedy – Longfaye Weismes – Sourbrodt | Lüt                                             | WAL                          | höchster Berg in Belgien und im Hohen Venn, gemessen m.O.P. AT Signal de Botrange; Q: Bayehon Q: Gileppe Q: Hill Q: Hoëgne Q: Rur | Baltia-Hügel auf der Botrange, markiert höchste Stelle Belgiens                                                            |
| Mont Rigi (⊙) B                                                                                        | 680                         | Hohes Venn                                 | Vennplateau                                                                                 | 283.0                        | Jalhay – Jalhay (Ko) Malmedy – Longfaye Weismes – Sourbrodt | Lüt                                             | WAL                          | zweithöchster Berg in Belgien und im Hohen Venn, gemessen m.O.P | |
| Weißer Stein (⊙) B, D                                                                                  | 690,00 693,00               | Nordeifel – Zitterwald                     | Monschau-Hellenthaler Waldhochfläche, Losheimer Wald                                        | 282.4 281.21                 | Büllingen – Mürringen Dahlem – Frauenkron Hellenthal – Miescheid – Udenbreth | Lüt EU                                          | WAL NW                       | höchster Berg im linksrheinischen Teil Nordrhein-Westfalens und im Zitterwald, zweithöchster Berg Belgiens; Weissen Stein (Felsen), AT des Weißen Steins, Wetterpark Weißer Stein, NSG Kyllquellgebiet; Q: Edesbach Q: Hohlesiepen Q: Miesbach Q: Rabensiepen                                     | In Belgien zum Fels Weißer Stein führender Steg                                                                            |
| Scharteberg (⊙) D                                                                                      | 691,40                      | Vulkaneifel                                | Prümscheid, Dockweiler Vulkaneifel                                                          | 277.20 276.81                | Daun – Steinborn Gerolstein – Gees Kirchweiler – Kirchweiler (Ko) Neroth – Neroth (Ko) | DAU                                             | RP                           | zweithöchster Berg der Vulkaneifel; Sender Eifel; Q: Ellenbach Q: Kirchweiler Bach Q: Kleine Kyll Q: Röderseifen Q: Sitzenbach | Blick aus Richtung Mäuseberg (am Weinfelder Maar) zum Scharteberg mit Sendemast des Sender Eifel                           |
| Burgberg der Nürburg (Mons Nore) (⊙) D                                                                 | 676,50                      | Hohe Eifel                                 | Reifferscheider Bergland, Hohe-Acht-Bergland                                                | 272.0 271.20                 | Herschbroich – Herschbroich (Ko) Meuspath – Meuspath (Ko) Nürburg – Nürburg (Ko) Quiddelbach – Quiddelbach (Ko) | AW                                              | RP                           | zweithöchster Berg der Hohen Eifel; Typ: Vulkan; Nürburg, Nürburgring (Nordschleife; n), NSG Nürburg; Q: Graderseifen Q: Krebsbach Q: Quiddelbach | Blick von Westnordwesten zum Burgberg der Nürburg                                                                          |
| Hochkelberg (⊙) D                                                                                      | 674,90                      | Hohe Eifel                                 | Trierbach-Lieser-Quellbergland, Elzbachhöhen, Üßbachbergland                                | 271.40 271.3 271.41          | Bereborn – Bereborn (Ko)Kelberg – Köttelbach Kolverath – Kolverath (Ko) Mosbruch – Mosbruch (Ko) Sassen – Sassen (Ko)                                                                                                | DAU                                             | RP                           | dritthöchster Berg der Hohen Eifel; Typ: Kegelvulkan; römischer Ringwall, Sendemast/-turm, NSG Hochkelberg mit Mosbrucher Weiher; Q: Adenseifen Q: Elzbach (Elz) Q: Trierbach Q: Uersfelder Bach                                                                                                  | Blick vom Berg Gänsehals im Sonnenuntergang zum Hochkelberg mit Sendeturm                                                  |
| Prümscheid (⊙) D                                                                                       | 674,70                      | Vulkaneifel                                | Prümscheid, Salmer Hügelland                                                                | 277.20 277.3                 | Birresborn – Birresborn (Ko) Gerolstein – Büscheich Neroth – Neroth (Ko) Niederstadtfeld – Niederstadtfeld (Ko) Oberstadtfeld – Oberstadtfeld (Ko) Salm – Salm (Ko) Wallenborn – Wallenborn (Ko)                     | DAU                                             | RP                           | Q: Hammelbach Q: Walmerbach (Wallmerbach) | |
| Schöneberg (⊙) D                                                                                       | 670,20                      | Hohe Eifel                                 | Hohe-Acht-Bergland, Kempenicher Tuffhochfläche, Südliches Ahrbergland                       | 271.20 272.3                 | Heckenbach – Cassel Hohenleimbach – Hohenleimbach (Ko) – Lederbach Kaltenborn – Herschbach Kempenich – Kempenich (Ko) Spessart – Spessart (Ko)                                                                       | AW                                              | RP                           | FMT Heckenbach-Schöneberg; Q: Atzbach Q: Nette Q: Schwaderbach | Blick vom Kaiser-Wilhelm-Turm auf der Hohen Acht zum Schöneberg mit Sendemasten                                            |
| Raßberg (⊙) D                                                                                          | 664,90                      | Hohe Eifel                                 | Hohe-Acht-Bergland                                                                          | 271.20                       | Arft – Arft (Ko) – Netterhöfe Hohenleimbach – Hohenleimbach (Ko) Kaltenborn – Jammelshofen (Ko) Siebenbach – Siebenbach (Ko)                                                                                         | MYK AW MYK                                      | RP                           | Ex Radio Relay Site der US Air Force, NSG: – Dr.-Heinrich-Menke-Park – Wacholderheiden Raßberg und Heidbüchel; Q: Arfter Bach Q: Herrbach Q: Leimbach Q: Selbach | Blick von der Hohen Acht zum Raßberg mit Sendeturm; im Hintergrund der Berg Gänsehals mit Sende- und Aussichtsturm         |
| Seimersberg (⊙) D                                                                                      | 662,90                      | Westeifel – Schnee-Eifel                   | Duppacher Rücken                                                                            | 281.4                        | Duppach – Duppach (Ko) Kleinlangenfeld – Kleinlangenfeld (Ko) Schwirzheim – Schwirzheim (Ko) Steffeln – Steffeln (Ko) Weinsheim – Gondelsheim – Weinsheim (Ko) – Willwerath                                          | DAU BIT DAU BIT                                 | RP                           | Q: Mühlbach Q: Taufbach Q: Walbach | |
| Bärbelkreuz (⊙) D                                                                                      | 662,80                      | Nordeifel – Zitterwald                     | Blankenheimer Wald                                                                          | 276.11                       | Dahlem – Berk Hellenthal – Neuhaus – Oberdalmerscheid – Wolfert – Zehnstelle | EU                                              | NW                           | NSG: – Rotbach (n) – Simmeler Bach (n) – Wolferter Bachtal und Nebenbäche (n) – Wolfweid (n), Sender Eifel-Bärbelkreuz (n); Q: Simmel Q: Tiefenbach Q: Wolfweid (Grisselsiefen) | Blick vom Weißen Stein zum Bärbelkreuz Turm des Senders Eifel-Bärbelkreuz                                                  |
| Pannensterzkopf (Bovel) (⊙) B, D                                                                       | 662,00                      | Hohes Venn                                 | Vennplateau                                                                                 | 283.0                        | Eupen – Eupen(Ko) Monschau – Ruitzhof Weismes – Sourbrodt | Lüt AC Lüt                                      | WAL NW WAL                   | Sendemast/-turm; Q: Ermesbach Q: Klüserbach | |
| Hühnerhöhe (⊙) B, D                                                                                    | 659,90                      | Nordeifel – Zitterwald                     | Monschau-Hellenthaler Waldhochfläche, Hollerather Hochfläche                                | 282.4 282.60                 | Büllingen – Rocherath-Krinkelt Hellenthal – Miescheid – Ramscheid | Lüt EU                                          | WAL NW                       | NSG Prether Bachtal und Nebenbäche; Q: Barbell Q: Kirmesbach Q: Spillpertssiefen | |
| Steling (⊙) B, D                                                                                       | 658,30                      | Hohes Venn                                 | Vennplateau                                                                                 | 283.0                        | Eupen – Eupen (Ko) Monschau – Konzen – Mützenich Roetgen – Roetgen (Ko) | Lüt AC                                          | WAL NW                       | höchste Erhebung der Städteregion Aachen; NSG Vennhochfläche bei Mützenich; ND Kaiser Karls Bettstatt; Q: Getzbach Q: Schlüsselbach Q: Weser | Blick von Westen zum Steling mit ein paar Häusern der Ortschaft Mützenich                                                  |
| Steinberg (⊙) D                                                                                        | 657,80                      | Westeifel – Schnee-Eifel – Schneifel       | Schneifelrücken                                                                             | 281.0                        | Ormont – Neuenstein – Ormont (Ko) | DAU                                             | RP                           | Sendeturm; Q: Dreisbach Q: Kalkerbach Q: Prüm Q: Rupbach | |
| Foltenhöhe (Folterhöhe) (⊙) D                                                                          | 656,00                      | Nordeifel – Zitterwald                     | Losheimer Wald                                                                              | 281.21                       | Hellenthal – Udenbreth – Neuhof Dahlem – Frauenkron | EU                                              | NW                           | NSG: – Bunkeranlagen (n) – Kyllquellgebiet (n) – Lewertbachtal (n); Q: Lewertbach | |
| Huppertsberg (⊙) D                                                                                     | 655,50                      | Nordeifel – Zitterwald                     | Losheimer Wald, Blankenheimer Wald, Hollerather Hochfläche                                  | 281.21 276.11 282.60         | Dahlem – Berk Hellenthal – Neuhaus – Oberdalmerscheid – Wolfert – Zehnstelle – Schnorrenberg | EU                                              | NW                           | NSG: – Wolferter Bachtal und Nebenbäche (n) – Wolfweid (n), Sender Eifel-Bärbelkreuz; Q: Schriewerbach Q: Tiefenbach Q: Uthsbach Q: Wolfweid (Grisselsiefen) | |
| Döhmberg (⊙) D                                                                                         | 653,20                      | Vulkaneifel                                | Dockweiler Vulkaneifel                                                                      | 276.81                       | Betteldorf – Betteldorf (Ko) Dockweiler – Dockweiler (Ko) Dreis – Dreis (Ko) Hohenfels-Essingen – Essingen – Hohenfels Oberehe-Stroheich – Oberehe Walsdorf – Zilsdorf                                               | DAU BIT DAU                                     | RP                           | NSG Dreiser Weiher mit Döhmberg und Börchen; Q: Büschbach Q: Hangelsbach Q: Sellbach | Blick von einer Landstraße bei Daun zum Döhmberg                                                                           |
| Schellkopf (⊙) D                                                                                       | 652,70                      | Hohe Eifel                                 | Hohe-Acht-Bergland, Südliches Ahrbergland                                                   | 271.20 272.3                 | Heckenbach – Cassel Hohenleimbach – Hohenleimbach (Ko) – Lederbach Kaltenborn – Herschbach – Jammelshofen – Kaltenborn (Ko) Spessart – Spessart (Ko)                                                                 | AW                                              | RP                           | Q: Lederbach Q: Leimbach Q: Schwaderbach | |
| Reuterberg Ostkuppe: Westkuppe: (⊙) D                                                                  | 652,10 652,10 651,60        | Hohe Eifel                                 | Hohe-Acht-Bergland                                                                          | 271.20                       | Acht – Acht (Ko) Baar – Engeln – Oberbaar – Wanderath (Ko) Herresbach – Eschbach – Herresbach (Ko) Siebenbach – Siebenbach (Ko) Welschenbach – Welschenbach (Ko)                                                     | MYK                                             | RP                           | Q: Eschbacher Seifen Q: Holzgraben Q: Fleimbach Q: Neusbach Q: Welschenbach | |
| Gieschberg (⊙) D                                                                                       | 652,00                      | Nordeifel – Zitterwald                     | Hollerather Hochfläche                                                                      | 282.60                       | Hellenthal – Giescheid – Kamberg | EU                                              | NW                           | Ortschaft Giescheid auf den Hochlagen, NSG Prether Bachtal und Nebenbäche; Q: Kambach (n) Q: Kombach (n) | |
| Nerother Kopf (⊙) D                                                                                    | 651,70                      | Vulkaneifel                                | Daun-Manderscheider Vulkanberge                                                             | 270.50                       | Daun – Neunkirchen – Pützborn Neroth – Neroth (Ko) Oberstadtfeld – Oberstadtfeld (Ko) | DAU                                             | RP                           | Typ: Schlackenkegel; Burgruine Freudenkoppe (Burgruine Neroth), Mühlsteinhöhle, NSG Nerother Kopf; Q: Deienbach Q: Winkelbach (n) | Nerother Kopf von Westen mit Dorf Neroth                                                                                   |
| Ginsterberg (Foltenhöhe-Nk) (⊙) D                                                                      | 651,00                      | Nordeifel – Zitterwald                     | Losheimer Wald                                                                              | 281.21                       | Hellenthal – Udenbreth – Neuhof Dahlem – Frauenkron | EU                                              | NW                           | NSG Kyllquellgebiet (n); Q: Miesbach (n) | |
| Prümer Kopf (⊙) D                                                                                      | 645,60                      | Westeifel – Schnee-Eifel                   | Duppacher Rücken                                                                            | 281.4                        | Duppach – Duppach (Ko) Kleinlangenfeld – Kleinlangenfeld (Ko) Reuth – Reuth (Ko) Schwirzheim – Schwirzheim (Ko) Stadtkyll – Schönfeld Steffeln – Steffeln (Ko) Weinsheim – Gondelsheim – Weinsheim (Ko) – Willwerath | DAU BIT DAU BIT DAU BIT                         | RP                           | NSG Duppacher Maar (n); Q: Dreisbach Q: Mittelbach Q: Oosbach Q: Walbach | |
| Bockshahn (⊙) D                                                                                        | 643,70                      | Hohe Eifel                                 | Kempenicher Tuffhochfläche, Südliches Ahrbergland                                           | 271.1 272.3                  | Heckenbach – Cassel – Oberheckenbach Oberdürenbach – Schelborn Spessart – Hannebach – Spessart (Ko) | AW                                              | RP                           | Q: Atzbach Q: Auelbach Q: Brohlbach Q: Kurwelsbach Q: Nette Q: Weiberner Bach | |
| Rote Heck (⊙) D                                                                                        | 639,90                      | Hohe Eifel                                 | Hohe-Acht-Bergland                                                                          | 271.20                       | Kelberg – Hünerbach – Kelberg (Ko) – Zermüllen Müllenbach – Müllenbach (Ko) Reimerath – Bruchhausen – Reimerath (Ko) Welcherath – Welcherath (Ko)                                                                    | DAU AW DAU                                      | RP                           | Q: Erbach Q: Kisbach (Aelsbach) Q: Winsbach | |
| Kamberg (⊙) D                                                                                          | 637,80                      | Nordeifel – Zitterwald                     | Hollerather Hochfläche                                                                      | 282.60                       | Hellenthal – Kamberg | EU                                              | NW                           | NSG Prether Bachtal und Nebenbäche; Q: Kambach Q: Hägsiefen | |
| Eselsberg (⊙) D                                                                                        | 637,00                      | Vulkaneifel                                | Dockweiler Vulkaneifel, Trierbach-Lieser-Quellbergland                                      | 276.81 271.40                | Betteldorf – Betteldorf (Ko) Daun – Waldkönigen Dockweiler – Dockweiler (Ko) Hinterweiler – Hinterweiler (Ko) | DAU                                             | RP                           | Steinbruch; Q: Ahbach Q: Angersbach Q: Hasbach Q: Pützborner Bach (Putzborner Bach; Pützbach) | |
| Hahnheister (⊙) B, D                                                                                   | 636,30                      | Hohes Venn                                 | Vennplateau                                                                                 | 283.0                        | Eupen – Eupen (Ko) Monschau – Konzen – Mützenich Weismes – Sourbrodt | Lüt AC Lüt                                      | WAL NW WAL                   | NSG Vennhochfläche bei Mützenich; Q: Getzbach Q: Spohrbach | |
| Auf dem Gericht (⊙) D, B                                                                               | 632,80                      | Westeifel – Schnee-Eifel                   | Manderfelder Schneifelvorland                                                               | 281.11                       | Büllingen – Afst – Berterath – Hergersberg – Kehr – Krewinkel Hallschlag – Hallschlag (Ko) – Zollhaus Kehr Hellenthal – Kehr – Losheim Ormont – Ormont (Ko) Scheid – Scheid (Ko)                                     | Lüt DAU EU DAU                                  | WAL RP NW RP                 | Wbh, NSG Bunkeranlagen; Q: Fangbach Q: Rantenbach Q: Rügelbach Q: Seifenbach Q: Schmidtsbach | |
| Apert (⊙) D                                                                                            | 631,30                      | Südeifel                                   | Kyll-Vulkaneifel, Prümer Kalkmulde                                                          | 276.80 276.91                | Birresborn – Birresborn (Ko) Büdesheim – Büdesheim (Ko) Gerolstein – Hinterhausen – Oos Kopp – Kopp (Ko) Wallersheim – Loch – Wallersheim (Ko) – Wolfswasen                                                          | DAU BIT DAU BIT                                 | RP                           | Q: Eisenbach Q: Hülzbach Q: Hundsbach Q: Schimmelbach Q: Schlimmbach (Schlemmbach) | |
| Hohe Warte (Leimbach) (⊙) D                                                                            | 628,20                      | Nordeifel                                  | Südliches Ahrbergland                                                                       | 272.3                        | Adenau – Adenau (Ko) Dümpelfeld – Niederadenau Kaltenborn – Herschbach – Kaltenborn (Ko) Kesseling – Weidenbach Leimbach – Gilgenbach – Leimbach (Ko)                                                                | AW                                              | RP                           | Q: Alchenbach Q: Buschtalbach Q: Dennbach Q: Kirschtalbach Q: Schenkbach (n) | |
| Aremberg (⊙) D                                                                                         | 623,80                      | Ahrgebirge (Ahreifel)                      | Nördliches Ahrbergland, Dümpelfelder Ahrtal                                                 | 272.1 272.20                 | Antweiler – Antweiler (Ko) Aremberg – Aremberg (Ko) Eichenbach – Eichenbach – Eichenbach (Ko) Fuchshofen – Fuchshofen (Ko)                                                                                           | AW                                              | RP                           | höchster Berg des Ahrgebirges, Burgruine Aremberg mit Aussichtsturm, NSG Aremberg; Q: Hoferseifen Q: Hüttenseifen Q: Tiefenseifen | Blick vom Michelsberg zum Aremberg                                                                                         |
| namenlose Kuppe? (Schöneseiffen) (⊙) D                                                                 | 622,70                      | Nordeifel                                  | Dreiborner Hochfläche                                                                       | 282.5                        | Schleiden – Dreiborn – Schöneseiffen | EU                                              | NW                           | höchste Erhebung der Dreiborner Hochfläche; NSG: – Oberer Schwarzbach südwestlich Schöneseiffen – Viehbachtal westlich Schöneseiffen – Wüstebachtal; Q: Hesselbach Q: Jüngselbach Q: Schwarzbach Q: Viehbach                                                                                      | |
| Salmwaldforst (⊙) D                                                                                    | 619,30                      | Osteifel                                   | Salmer Hügelland, Prümscheid                                                                | 277.3 277.20                 | Birresborn – Birresborn (Ko) Densborn – Densborn (Ko) Meisburg – Meisburg (Ko) Mürlenbach – Mürlenbach (Ko) Salm – Salm (Ko) Weidenbach – Weidenbach (Ko)                                                            | DAU                                             | RP                           | Q: Braunenbach (Braunebach) Q: Hilscherbach Q: Schafbach Q: Treisbach | |
| Dietzenley (⊙) D                                                                                       | 617,60                      | Vulkaneifel                                | Gerolsteiner Kalkmulde, Mittleres Kylltal, Prümscheid                                       | 276.90 277.1 277.20          | Gerolstein – Büscheich – Gees – Gerolstein (Ko) | DAU                                             | RP                           | höchster Berg im Pelmer Wald; Ringwall, Aussichtsturm; Q: Büttenbach Q: Dreisbach Q: Rassbach | Aussichtsturm auf der Dietzenley                                                                                           |
| Hahnenberg (Hahnenberg) (⊙) D                                                                          | 617,00                      | Nordeifel – Zitterwald                     | Hollerather Hochfläche                                                                      | 282.60                       | Hellenthal – Dickerscheid – Giescheid – Hahnenberg – Oberreifferscheid | EU                                              | NW                           | Sendeturm (n), Windpark; Q: Elcher Bach (n) Q: Kordsiefen (n) Q: Wahldensiefen (n) | |
| Höchstberg (⊙) D                                                                                       | 616,40                      | Vulkaneifel                                | Elzbachhöhen, Müllenbacher Riedelland                                                       | 271.3 271.42                 | Eppenberg – Eppenberg (Ko) Höchstberg – Höchstberg (Ko) Kaperich – Kaperich (Ko) Laubach – Laubach (Ko) Lirstal – Lirstal (Ko) Müllenbach – Müllenbach (Ko) Ulmen – Vorpochten (Ko)                                  | COC DAU COC DAU COC                             | RP                           | Basalt-Steinbruch, Rastplatz Höchstberg (A 48; ca. 539 m); Q: Ahlsbach Q: Eppertsbach Q: Lessierbach | |
| Schillberg (⊙) D                                                                                       | 615,60                      | Hohe Eifel                                 | Trierbach-Lieser-Quellbergland                                                              | 271.40                       | Beinhausen – Beinhausen (Ko) Bongard – Bongard (Ko) Boxberg – Boxberg (Ko) Gelenberg – Gelenberg (Ko) Kradenbach – Kradenbach (Ko) Dreis-Brück – Brück – Dreis Neichen – Neichen (Ko)                                | DAU                                             | RP                           | Wüstung Büttelhof; Q: Dörrbach Q: Lieser Q: Pützertbach Q: Weltersbach | |
| Auf der Kopp (⊙) D                                                                                     | 615,50                      | Südeifel                                   | Kyll-Vulkaneifel, Prümer Kalkmulde                                                          | 276.80 276.91                | Hersdorf – Oberhersdorf Kopp – Kopp (Ko) Wallersheim – Loch – Wolfswasen | BIT DAU BIT                                     | RP                           | Jagdhaus Meerkatz, NSG Schönecker Schweiz (n); Q: Anselbach Q: Anzelter Bach Q: Hülzbach | |
| Auf der Wurst (⊙) D                                                                                    | 615,00                      | Nordeifel                                  | Hohe-Acht-Bergland, Südliches Ahrbergland                                                   | 271.20 272.3                 | Heckenbach – Cassel Hohenleimbach – Hohenleimbach (Ko) – Lederbach Kaltenborn – Herschbach – Weidenbach | AW                                              | RP                           | Q: Lederbach (n) Q: Schwaderbach Q: Thomichbach | |
| Dreiser Höhe (⊙) D                                                                                     | 610,80                      | Hohe Eifel                                 | Trierbach-Lieser-Quellbergland, Daun-Manderscheider Vulkanberge, Dockweiler Vulkaneifel     | 271.40 270.50 276.81         | Bongard – Bongard (Ko) Daun – Rengen – Waldkönigen Dockweiler – Dockweiler (Ko) Dreis-Brück – Brück – Dreis Kradenbach – Kradenbach (Ko) Nerdlen – Nerdlen (Ko)                                                      | DAU                                             | RP                           | Q: Dörrbach Q: Feuerbach Q: Hasbach (n) | |
| Hühnerberg (Cassel) (⊙) D                                                                              | 610,80                      | Hohe Eifel                                 | Südliches Ahrbergland, Kempenicher Tuffhochfläche                                           | 272.3 271.1                  | Heckenbach – Cassel – Watzel | AW                                              | RP                           | Q: Fichtengraben Q: Hühnerbergbach | |
| Hohe Mark (⊙) B, D                                                                                     | 609,00                      | Hohes Venn                                 | Monschau-Hellenthaler Waldhochfläche                                                        | 282.4                        | Büllingen – Rocherath-Krinkelt – Wirtzfeld Bütgenbach – Elsenborn Monschau – Höfen – Kalterherberg | Lüt EU                                          | WAL NW                       | TrÜbPl Elsenborn; Q: Heisterbach Q: Wolfsbach | |
| Bremelchen (⊙) D                                                                                       | 608,70                      | Vulkaneifel                                | Dockweiler Vulkaneifel                                                                      | 276.81                       | Berlingen – Berlingen (Ko) Betteldorf – Betteldorf (Ko) Daun – Waldkönigen Dockweiler – Dockweiler (Ko) Hinterweiler – Hinterweiler (Ko) Hohenfels-Essingen – Essingen – Hohenfels                                   | DAU                                             | RP                           | NSG Kirchweiler Rohr, Flugplatz Hinterweiler; Q: Ahbach Q: Hangelsbach (n) Q: Hinterweiler Bach Q: Pürtzborner Bach (n) | |
| Huscheid (Auf der Bölz) (⊙) D                                                                          | 607,90                      | Westeifel – Schnee-Eifel                   | Schneifelrücken, Manderfelder Schneifelvorland                                              | 281.0 281.11                 | Auw bei Prüm – Schlausenbach Roth bei Prüm – Kobscheid | BIT                                             | RP                           | Q: Bach vom Ober Haasborn | |
| Steffelnkopf (⊙) D                                                                                     | 607,00                      | Westeifel – Schnee-Eifel                   | Duppacher Rücken, Kyll-Vulkaneifel                                                          | 281.4 276.80                 | Steffeln – Steffeln (n) | DAU                                             | RP                           | Ex Steinbruch | |
| Düsselsberg (⊙) D                                                                                      | 607,00                      | Hohe Eifel                                 | Südliches Ahrbergland                                                                       | 272.3                        | Heckenbach – Blasweiler – Frankenau – Oberheckenbach Oberdürenbach – Schelborn Spessart – Hannebach – Spessart (Ko)                                                                                                  | AW                                              | RP                           | Q: Auelbach Q: Kesselinger Bach (Blasweiler Bach) | |
| Elsberg (⊙) D                                                                                          | 605,00                      | Hohe Eifel                                 | Hohe-Acht-Bergland                                                                          | 271.20                       | Kelberg – Kelberg (Ko) – Zermüllen Müllenbach – Müllenbach (Ko) Reimerath – Reimerath (Ko) – Bruchhausen | DAU AW DAU                                      | RP                           | Q: Kisbach (Aelsbach) (n) | |
| Asseberg (⊙) D                                                                                         | 601,50                      | Vulkaneifel                                | Prümscheid, Daun-Manderscheider Vulkanberge                                                 | 277.20 270.50                | Daun – Daun (Ko) – Neunkirchen – Rengen – Steinborn – Waldkönigen | DAU                                             | RP                           | Ex Basaltsteinbruch; Q: Josenbach | |
| Hardtkopf (⊙) D                                                                                        | 601,50                      | Südeifel                                   | Südliches Schneifelvorland, Prümer Kalkmulde                                                | 280.4 276.91                 | Oberlauch – Oberlauch (Ko) Rommersheim – Ellwerath | BIT                                             | RP                           | höchste Erhebung am Rand der Prümer Kalkmulde, Sendeturm, Wbh; Q: Annebach Q: Hennebach Q: Laucherbach Q: Lünebach Q: Pferdsbach Q: Winringerbach | |
| Barsberg (⊙) D                                                                                         | 599,60                      | Hohe Eifel                                 | Trierbach-Lieser-Quellbergland                                                              | 271.40                       | Bodenbach – Bodenbach (Ko)Bongard – Bongard (Ko)Gelenberg – Gelenberg (Ko) | DAU                                             | RP                           | Ringwall, NSG Barsberg; Q: Bodenbacher Bach Q: Hügelgrabbach | |
| Achelter (⊙) D                                                                                         | 595,70                      | Westeifel – Schnee-Eifel                   | Duppacher Rücken, Prümer Kalkmulde                                                          | 281.4 276.91                 | Duppach – Duppach (n) Gerolstein – Oos Schwirzheim – Schwirzheim (Ko) Weinsheim – Gondelsheim | DAU BIT                                         | RP                           | Q: Leimertseifen | |
| Schneppsheid (⊙) D                                                                                     | 595,70                      | Hohe Eifel                                 | Olbrücker Eifelrand Südliches Ahrbergland                                                   | 271.0 272.3                  | Heckenbach – Blasweiler – Frankenau Oberdürenbach – Schelborn Spessart – Hannebach – Spessart (Ko) | AW                                              | RP                           | Q: Brohlbach Q: Kesselinger Bach (Blasweiler Bach) Q: Perlerbach Q: Schalkenbach (n) | |
| Ehrend (⊙) D                                                                                           | 595,10                      | Nordeifel – Dahlemer Wald                  | Blankenheimer Wald, Blankenheimer Kalkrücken                                                | 276.11 276.2                 | Dahlem – Baasem – Berk – Dahlem (Ko) | EU                                              | NW                           | NSG Baasemer Heide; Q: Gunsebach Q: Lohrbach | |
| Heidenköpfe siehe: – Heidenkopf I: – Heidenkopf II: – Heidenkopf III: D                                | 595,00 591,00 588,50 595,00 | Nordeifel – Ripsdorfer Wald                | Eichholz-Rücken, Dollendorfer Kalkmulde                                                     | 276.3 276.5                  | Dahlem | EU                                              | NW                           | | |
| Heidenkopf III (Kuppe der drei Heidenköpfe) (s. a.: Heidekopf) (⊙) D                                   | 595,00                      | Nordeifel – Ripsdorfer Wald                | Eichholz-Rücken, Dollendorfer Kalkmulde                                                     | 276.3 276.5                  | Blankenheim – Blankenheim (Ko) – Waldorf Dahlem – Dahlem (Ko) – Schmidtheim Esch – Esch (Ko) Jünkerath – Glaadt | EU DAU                                          | NW RP                        | Römerstraße Trier–Köln, NSG: – Nonnenbach und Eichholzbach mit Seitentälern – Schaafbachtal mit Seitentälern und Stromberg; Q: Itzbach Q: Lückerssiefen Q: Mausbach Q: Morbach Q: Schaafbach (Eichholzbach)                                                                                       | |
| Giefling (⊙) D                                                                                         | 593,00                      | Nordeifel                                  | Dreiborner Hochfläche                                                                       | 282.5                        | Schleiden – Berescheid – Dreiborn – Schöneseiffen Simmerath – Erkensruhr | EU AC                                           | NW                           | Nationalpark Eifel (n), NSG: – Bachtäler im Truppenübungsplatz Vogelsang – Schafbachtal mit seinen Seitentälern und Hohnerter Feld; Q: Berescheider Bach Q: Dieffenbach (Katzensiefen, Schafbach) Q: Funkenbach Q: Mückenbach Q: Mühlenbach                                                       | |
| Rödelkaul (⊙) D                                                                                        | 592,30                      | Vulkaneifel                                | Prümscheid, Mittleres Kylltal, Salmer Hügelland                                             | 277.20 277.1 277.3           | Birresborn – Birresborn (Ko) Gerolstein – Michelbach Mürlenbach – Mürlenbach (Ko) Salm – Salm (Ko) | DAU                                             | RP                           | NSG Remmelbachtal und Braunebachtal bei Mürlenbach; Q: Blaesenbach Q: Hochbach Q: Steinbach Q: Wasenbach | |
| Heidenkopf I (Kuppe der drei Heidenköpfe) (s. a.: Heidekopf) (⊙) D                                     | 591,00                      | Nordeifel – Ripsdorfer Wald                | Eichholz-Rücken, Blankenheimer Kalkrücken                                                   | 276.3 276.2                  | Blankenheim – Blankenheim (Ko) – Waldorf Dahlem – Dahlem (Ko) – Schmidtheim Esch – Esch (Ko) Jünkerath – Glaadt | EU DAU                                          | NW RP                        | Römerstraße Trier–Köln, NSG: – Ehemalige Steinbrüche am Sönsberg, Lanzenberg und Kaucherbachtal – In der Wasserdell – Nonnenbach und Eichholzbach mit Seitentälern; Q: Birbach (Burbach) Q: Glaadtbach (Schmidtheimer Morbach) Q: Schwarzbach                                                     | |
| Alter Voß (Alterfaß) (⊙) D                                                                             | 589,90                      | Vulkaneifel                                | Dockweiler Vulkaneifel                                                                      | 276.81                       | Berlingen – Berlingen (Ko) Hohenfels-Essingen – Essingen – Hohenfels | DAU                                             | RP                           | Steinbruch | Blick von der Dietzenley zum Alten Voß                                                                                     |
| Daxelberg (⊙) D                                                                                        | 588,70                      | Vulkaneifel                                | Salmer Hügelland                                                                            | 277.3                        | Densborn – Densborn (Ko) Meisburg – Meisburg (Ko) Mürlenbach – Mürlenbach (Ko) Salm – Salm (Ko) Usch – Usch (Ko) Weidenbach – Weidenbach (Ko) Zendscheid – Zendscheid (Ko)                                           | DAU BIT DAU BIT                                 | RP                           | Q: Hilscherbach Q: Schafbach | |
| Hocheichen (⊙) D                                                                                       | 588,70                      | Hohe Eifel                                 | Hohe-Acht-Bergland                                                                          | 271.20                       | Kottenborn – Kottenborn (Ko)Müllenbach – Müllenbach (Ko) Nürburg – Nürburg (Ko) Quiddelbach – Quiddelbach (Ko) Wiesemscheid – Wiesemscheid (Ko)                                                                      | AW                                              | RP                           | Nürburgring (Nordschleife; n); Q: Wirftbach | |
| Heidenkopf II (Kuppe der drei Heidenköpfe) (s. a.: Heidekopf) (⊙) D                                    | 588,50                      | Nordeifel – Ripsdorfer Wald                | Eichholz-Rücken, Blankenheimer Kalkrücken                                                   | 276.3 276.2                  | Blankenheim – Blankenheim (Ko) – Waldorf Dahlem – Dahlem (Ko) – Schmidtheim Esch – Esch (Ko) Jünkerath – Glaadt | EU DAU                                          | NW RP                        | NSG: – Glaadtbachtal mit Nebentälern – In der Wasserdell; Q: Haubach Q: Morbach | |
| Bradscheid (Pratscheid) (⊙) D                                                                          | 588,20                      | Vulkaneifel                                | Salmer Hügelland                                                                            | 277.3                        | Densborn – Densborn (Ko) Meisburg – Meisburg (Ko) Zendscheid – Zendscheid (Ko) | DAU BIT                                         | RP                           | Q: Ansbach Q: Fischbach Q: Schafbach Q: Treisbach | |
| Hochsimmer Westkuppe: Ostkuppe: (⊙) D                                                                  | 587,90 587,90 583,30        | Hohe Eifel                                 | Nitz-Nette-Wald, Ettringer Vulkankuppen                                                     | 271.21 292.01                | Ettringen – Ettringen (Ko) Kirchwald – Kirchesch – Kirchwald (Ko) – Waldesch St. Johann – St. Johann (Ko) | MYK                                             | RP                           | AT Hochsimmerturm, Sendeturm, NSG Hochsimmer; Q: Tümperbach | Blick von der Landesstraße 82 (bei Ettringen) nach Westsüdwesten zum Hochsimmer                                            |
| namenlose Kuppe? (Langschoß) (⊙) D                                                                     | 586,37                      | Nordeifel – Hürtgenwald                    | Lammersdorfer Vennhochfläche                                                                | 283.00                       | Hürtgenwald – Raffelsbrand Roetgen – Mulartshütte – Roetgen – Rott Simmerath – Kämpchen – Lammersdorf – Langschoß – Waldsiedlung Stolberg – Zweifall                                                                 | DN AC                                           | NW                           | höchste Erhebung im Hürtgenwald; Wbh, Ex Nato-Richtfunkstation (n), AT und FWT (n), NSG: – Alte Hahner Straße (n) – Kelzer und Saarscher Bachtal (n) – Laubwald am Hasselbachgraben (n) – Peterbachquellgebiet (n); Q: Hasselbach Q: Peterbach Q: Saarcher Bach Q: Steinbach                      | |
| Michelsberg (⊙) D                                                                                      | 586,10                      | Ahrgebirge (Ahreifel)                      | Nördliches Ahrbergland, Münstereifeler Wald                                                 | 272.1 274.1                  | Bad Münstereifel – Mahlberg – Reckerscheid | EU                                              | NW                           | höchster Berg von Bad Münstereifel, Kp. St. Michael, Sendemast/-turm, Wbh Q: Escher Bach (Trinkpützsiefen) Q: Krumesbach Q: Lamersbach Q: Liersbach (Rosensiefen) Q: Schußbach Q: Waldbach | Blick vom Hochthürmerberg zum Michelsberg mit Michaelskapelle im Sonnenuntergang                                           |
| Plackemichsberg (Blackemichberg) (⊙) D                                                                 | 582,50                      | Hohe Eifel                                 | Nitz-Nette-Wald                                                                             | 271.21                       | Acht – Acht (Ko) Welschenbach – Niederwelschenbach – Niederwelschenbach | MYK                                             | RP                           | Sankt-Jost-Mühle (n) | |
| Perlerkopf (Perler Kopf) (⊙) D                                                                         | 579,10                      | Nordeifel                                  | Olbrücker Eifelrand                                                                         | 271.0                        | Spessart – Hannebach – Wollscheid Niederdürenbach – Hain – Niederdürenbach (Ko) Oberdürenbach – Schelborn | AW                                              | RP                           | NSG Perler Kopf, Q: Brohlbach Q: Perlerbach | |
| namenlose Kuppe? (Blankenheim) (⊙) D                                                                   | 577,70                      | Nordeifel – Der Mürel                      | Blankenheimer Wald                                                                          | 276.11                       | Blankenheim – Blankenheim (Ko) – Blankenheimerdorf – Mülheim Nettersheim – Engelgau – Marmagen – Nettersheim (Ko) – Tondorf                                                                                          | EU                                              | NW                           | Jagdhaus Mürel (n), NSG: – Haubachtal, Dietrichseiffen mit Urftaue bei Blankenheim-Wald – Urfttal mit Seitentälern südlich Nettersheim; Q: Frohngauer Bach Q: Jammerbach Q: Stahlbuschseifen Q: Teufelssiefen Q: Wellenbach Q: Wolfsseifen                                                        | |
| Denskopf (⊙) D                                                                                         | 577,00                      | Hohe Eifel                                 | Nitz-Nette-Wald                                                                             | 271.21                       | Mayen – Nitztal Virneburg – Virneburg (Ko) | MYK                                             | RP                           | Q: Klotzdeller Graben Q: Wilde Seifen | |
| Mauchertsberg (⊙) D                                                                                    | 576,00                      | Hohe Eifel                                 | Olbrücker Eifelrand Südliches Ahrbergland                                                   | 271.0 272.3                  | Dedenbach – Dedenbach (Ko) Heckenbach – Blasweiler Oberdürenbach – Oberdürenbach (Ko) – Schelborn Schalkenbach – Obervinxt – Mittelvinxt – Schalkenbach (Ko) – Untervinxt                                            | AW                                              | RP                           | Q: Kesselinger Bach (Densbach) Q: Schalkenbach Q: Vinxtbach (n) | |
| Gänsehals Südsüdostkuppe: Nordnordwestkuppe: (⊙) D                                                     | 575,30 575,30 565,20        | Hohe Eifel                                 | Kempenicher Tuffhochfläche, Ettringer Vulkankuppen                                          | 271.1 292.01                 | Bell – Bell (Ko) Ettringen – Ettringen (Ko) Mendig – Obermendig Rieden – Rieden (Ko) Wehr – Wehr (Ko) | MYK AW                                          | RP                           | AT Alter Gänsehalsturm (Privatbesitz), Sendeturm und AT Gänsehalsturm, NSG Gänsehals, Schorenberg, Burgberg und Schmitzkopf | Blick vom Aussichtsturm auf dem Hochsimmer zum Gänsehals mit Sendeturm- und Aussichtsturm                                  |
| Engelner Kopf (⊙) D                                                                                    | 575,10                      | Nordeifel                                  | Kempenicher Tuffhochfläche                                                                  | 271.1                        | Brenk – Brenk (Ko) Kempenich – Engeln Spessart – Wollscheid Weibern – Weibern (Ko) | AW                                              | RP                           | NSG Schorberg und Scheldköpfchen; Q: Brenkbach Q: Quackenbach | |
| Kalvarienberg (Prüm) (⊙) D                                                                             | 572,50                      | Westeifel – Schnee-Eifel – Schneifel       | Südliches Schneifelvorland                                                                  | 280.4                        | Gondenbrett – Niedermehlen Prüm – Tafel | BIT                                             | RP                           | Gedenkkreuz (1979) zur Explosionskatastrophe in Prüm (1949), NSG Mehlenbachtal zwischen Gondenbrett und Weinsfeld (n); Q: Steinertsbach Q: Trippelbach Q: Weinsbach | |
| Lichtenborner Höhe (⊙) D                                                                               | 570,60                      | Südeifel                                   | Arzfelder Hochfläche                                                                        | 280.10                       | Arzfeld – Halenbach Euscheid – Euscheid (Ko) Lichtenborn – Lichtenborn (Ko) – Stalbach Üttfeld – Binscheid – Üttfeld-Bahnhof                                                                                         | BIT                                             | RP                           | Sendeturm, Wbh; Q: Enz Q: Halenbach Q: Kelsbach Q: Steinbach | |
| Hönselberg (Hünzelberg) (⊙) D                                                                          | 570,40                      | Vulkaneifel                                | Hillesheimer Kalkmulde                                                                      | 276.71                       | Kerpen – Kerpen – Loogh Oberehe-Stroheich – Stroheich Üxheim – Niederehe | DAU                                             | RP                           | NSG Hönselberg; Q: Marksteingraben (n) Q: Schmitzbach (n) | |
| Hochbermel (⊙) D                                                                                       | 570,20                      | Vulkaneifel                                | Elzbachhöhen                                                                                | 271.3                        | Bermel – Bermel (Ko) – Fensterseifen Kalenborn – Kalenborn (Ko) | MYK                                             | RP                           | Ex Basalt-Steinbruch, NSG: – Hochbermel, – Kleiner Bermel (n) | |
| Schmitzkopf (⊙) D                                                                                      | 570,10                      | Vulkaneifel                                | Kempenicher Tuffhochfläche, Ettringer Vulkankuppen                                          | 271.1 292.01                 | Bell – Bell (Ko) Ettringen – Ettringen (Ko) Mendig – Obermendig Rieden – Rieden (Ko) Wehr – Wehr (Ko) | MYK AW                                          | RP                           | NSG Gänsehals, Schorenberg, Burgberg und Schmitzkopf; Q: Kellbach (n) | |
| Gallberg (⊙) D                                                                                         | 569,80                      | Vulkaneifel                                | Müllenbacher Riedelland, Elzbachhöhen                                                       | 271.42 271.3                 | Eppenberg – Eppenberg (Ko) Hauroth – Hauroth (Ko) Landkern – Neuhof Laubach – Laubach (Ko) Leienkaul – Leienkaul (Ko) Masburg – Masburg (Ko)                                                                         | COC                                             | RP                           | Q: Finnbach Q: Hauerbach Q: Thürelz (Steinbach, Stellbach, Urmersbach) | |
| Dackscheidberg (⊙) D, B                                                                                | 569,40                      | Südeifel                                   | Leidenborner Hochflache, Winterscheider Hochfläche                                          | 280.20 280.21                | Großkampenberg – Dackscheid – Großkampenberg (Ko) Heckhuscheid – Dackscheid – Heckhuscheid (Ko) Winterspelt – Heckhalenfeld Lützkampen – Lützkampen (Ko) Burg-Reuland – Steffeshausen – Weweler                      | BIT Lüt                                         | RP WAL                       | Q: Irmisch (Irmsch) Q: Irsen Q: Primmerbach (Prümer Bach) Q: Schlierbach Q: Wallertbach | |
| Losenseifen (⊙) D                                                                                      | 568,20                      | Südeifel                                   | Leidenborner Hochflache, Südliches Schneifelvorland                                         | 280.20 280.4                 | Großkampenberg – Großkampenberg (Ko) Habscheid – Hallert – Hollnich Heckhuscheid – Heckhuscheid (Ko) Kesfeld – Kesfeld (Ko) Masthorn – Masthorn (Ko) Üttfeld – Oberüttfeld                                           | BIT                                             | RP                           | Windpark; Q: Bohrwiesbach Q: Sulzbach Q: Waldbierbach | |
| Prümer Berg (⊙) D                                                                                      | 566,80                      | Südeifel                                   | Neidenbacher Sandsteinplateau                                                               | 277.0                        | Hersdorf – Weißenseifen Kopp – Kopp (Ko) Mürlenbach – Weißenseifen Wallersheim – Weißenseifen | BIT DAU BIT                                     | RP                           | Q: Dellbach Q: Godesbach Q: Remmelsbach | |
| Auf der Heid (⊙) D                                                                                     | 565,70                      | Nordeifel – Ripsdorfer Wald                | Eichholz-Rücken, Blankenheimer Kalkrücken                                                   | 276.3 276.2                  | Blankenheim – Blankenheim (Ko) – Blankenheimerdorf – Nonnenbach | EU                                              | NW                           | Hügelgräber, NSG Nonnenbachtal und Seitentäler mit Froschberg und Gillenberg, KD Geschützstellung (1795; 1. Koalitionskrieg), Wbh; Q: Wallbach | |
| Eigart (⊙) D                                                                                           | 565,50                      | Nordeifel                                  | Dreiborner Hochfläche, Gemünder Urft- und Oleftäler                                         | 282.5 282.31                 | Schleiden – Berescheid – Dreiborn | EU                                              | NW                           | Nationalpark Eifel (n), NSG Schafbachtal mit seinen Seitentälern und Hohnerter Feld; Q: Berescheider Bach Q: Dieffenbach (Katzensiefen, Schafbach) | |
| Hochstein (⊙) D                                                                                        | 563,00                      | Hohe Eifel                                 | Ettringer Vulkankuppen, Nitz-Nette-Wald                                                     | 292.01 271.21                | Bell – Bell (Ko) Ettringen – Ettringen (Ko) Kottenheim – Kottenheim (Ko) Mendig – Obermendig Rieden – Rieden (Ko) Thür – Thür (Ko)                                                                                   | MYK                                             | RP                           | Genovevahöhle (Hochsteinhöhle), NSG Hochstein; Q: Kellbach Q: Segbach | Blick vom Hochsimmer zum Hochstein                                                                                         |
| Auf dem Thron (⊙) D                                                                                    | 561,50                      | Nordeifel                                  | Südliches Ahrbergland                                                                       | 272.3                        | Heckenbach – Fronrath – Niederheckenbach – Watzel Kaltenborn – Herschbach Kesseling – Kesseling (Ko) – Staffel – Weidenbach                                                                                          | AW                                              | RP                           | Q: Damchelhardtbach Q: Fronrather Bach Q: Selsbach Q: Thronbach | |
| Arensberg (⊙) D                                                                                        | 561,3,00                    | Vulkaneifel                                | Dockweiler Vulkaneifel, Hillesheimer Kalkmulde                                              | 276.81 276.71                | Berndorf – Berndorf (Ko) Hillesheim – Hillesheim (Ko) Kerpen – Kerpen (Ko) – Loogh Oberehe-Stroheich – Stroheich Walsdorf – Walsdorf (Ko) – Zilsdorf                                                                 | DAU                                             | RP                           | Typ: Vulkan, NSG: – Am Berg bei Walsdorf – Ans Enden bei Walsdorf – Auf Klein-Pamet bei Walsdorf; Ex Arnolphuskirche, Ex Basalt-Steinbruch; Q: Mauerbach | |
| Mäuseberg (⊙) D                                                                                        | 561,20                      | Vulkaneifel                                | Dauner Maargebiet                                                                           | 270.51                       | Daun – Daun (Ko) – Gemünden – Weiersbach Mehren – Mehren (Ko)Schalkenmehren – Schalkenmehren (Ko) | DAU                                             | RP                           | Gemündener Maar, Weinfelder Maar, AT Dronketurm (Adolf-Dronke-Turm), NSG Dauner Maare, Skilift; Q: Borbach | Dronketurm (Adolf-Dronke-Turm) auf dem Mäuseberg                                                                           |
| Kneiff (⊙) B, L                                                                                        | 560,00                      | Ösling                                     |                                                                                             | 280.X                        | Burg-Reuland – Lengeler – Malscheid Ulflingen – Huldingen – Wilwerdingen Weiswampach – Weiswampach (Ko) – Wemperhardt                                                                                                | Lüt CL                                          | WAL Ex LU-D Ex LU-D          | höchster Berg Luxemburgs | Kneiff von ???? |
| Stromberg (⊙) D                                                                                        | 559,00                      | Nordeifel – Ripsdorfer Wald                | Eichholz-Rücken                                                                             | 276.3                        | Blankenheim – Nonnenbach – Ripsdorf – Waldorf | EU                                              | NW                           | Ringwallanlage, NSG Schaafbachtal mit Seitentälern und Stromberg; Q: Miesbuschbach | |
| Burgplatz (Buurgplaatz) (⊙) B, L                                                                       | 558,80                      | Ösling                                     |                                                                                             | 280.X                        | Burg-Reuland – Lengeler – Malscheid Ulflingen – Huldingen – Wilwerdingen | Lüt CL                                          | WAL Ex LU-D                  | zweithöchster Berg Luxemburgs; Wasserturm | Wasserturm auf dem Buergplaz                                                                                               |
| Steineberger Ley (⊙) D                                                                                 | 557,80                      | Vulkaneifel                                | Üßbachbergland, Dauner Maargebiet                                                           | 271.41 270.51                | Demerath – Demerath (Ko) Steineberg – Steineberg (Ko) Steiningen – Steiningen (Ko) | DAU                                             | RP                           | Ringwall, AT Vulcano Infoplattform; Q: Grundbach Q: Schronsbach Q: Steineberger Bach | Blick vom Autobahndreieck Vulkaneifel zur Steineberger Ley                                                                 |
| Auf dem Grabenbusch (Auf dem Krobenbüsch) (⊙) D                                                        | 556,20                      | Südeifel                                   | Neidenbacher Sandsteinplateau                                                               | 277.0                        | Balesfeld – Balesfeld (Ko) Burbach – Neustraßburg Neidenbach – Erntehof – Neidenbach (Ko) Neuheilenbach – Neuheilenbach (Ko)                                                                                         | BIT                                             | RP                           | DWD-Wetterradar; Q: Heilbach Q: Neidenbach | |
| Weinberg (⊙) D                                                                                         | 555,40                      | Vulkaneifel                                | Hillesheimer Kalkmulde                                                                      | 276.71                       | Berndorf – Berndorf (Ko) Kerpen – Kerpen (Ko) Üxheim – Flesten | DAU                                             | RP                           | Steinbrüche; Q: Berndorfer Bach Q: Kälberspitzbach | |
| Winterberg (Wintersberg) (Wiesbaum) (⊙) D                                                              | 554,80                      | Vulkaneifel                                | Dollendorfer Kalkmulde                                                                      | 276.5                        | Blankenheim – Alendorf Feusdorf – Feusdorf (Ko) Wiesbaum – Mirbach – Wiesbaum (Ko) | EU DAU                                          | NW RP                        | NSG: – Auf Seckerath bei Mirbach – Baumberg bei Wiesbaum (n) – Lampertstal und Alendorfer Kalktriften und mit Fuhrbach und Mackental – Winterberg bei Wiesbaum; Q: Auelbach | |
| Rockeskyller Kopf (⊙) D                                                                                | 554,60                      | Vulkaneifel                                | Kyll-Vulkaneifel, Dockweiler Vulkaneifel                                                    | 276.80 276.81                | Gerolstein – Bewingen Dohm-Lammersdorf – Dohm – Lammersdorf Pelm – Pelm (Ko) Rockeskyll – Rockeskyll (Ko) | DAU                                             | RP                           | Typ: Vulkan; Basalt-Steinbruch | Rockeskyller Kopf: Schnitt durch den Kraterrand des Schlackenkegels                                                        |
| Galgenberg Nordwestkuppe: Südostkuppe: (⊙) D                                                           | 554,50 554,50 547,50        | Vulkaneifel                                | Üßbachbergland, Elzbachhöhen                                                                | 271.41 271.3                 | Berenbach – Berenbach (Ko) Gunderath – Gunderath (Ko) Horperath – Horperath (Ko) Kötterichen – Kötterichen (Ko) Uersfeld – Uersfeld (Ko)                                                                             | DAU                                             | RP                           | Q: Dombach Q: Längsbach | |
| Sulzbusch (⊙) D                                                                                        | 552,60                      | Vulkaneifel                                | Nitz-Nette-Wald, Kempenicher Tuffhochfläche, Ettringer Vulkankuppen                         | 271.21 271.1 292.01          | Bell – Bell (Ko) Ettringen – Ettringen (Ko) Kirchwald – Kirchesch – Kirchwald (Ko) – Waldesch Rieden – Rieden (Ko)                                                                                                   | MYK                                             | RP                           | Trass- und Tuff-Steinbrüche, NSG Sulzbusch; Q: Kellbach (n) | |
| Himberg (⊙) D                                                                                          | 549,60                      | Ahrgebirge (Ahreifel)                      | Blankenheimer Kalkrücken, Zingsheimer Wald                                                  | 276.2 276.10                 | Nettersheim – Engelgau – Frohngau | EU                                              | NW                           | Wbh, Sendeturm, Windpark; Q: Erft (Kuhbach) Q: Mühlenbach Q: Wespelbach | |
| Alter Burgberg (Auf der Schnapp) (Senscheid) (⊙) D                                                     | 549,10                      | Hohe Eifel                                 | Trierbach-Lieser-Quellbergland                                                              | 271.40                       | Borler – Borler (Ko) Dankerath – Dankerath (Ko) Nohn – Nohn (Ko) Senscheid – Senscheid (Ko) | DAU AW DAU AW                                   | RP                           | Burgstall Alteburg (Alte Burg); Q: Hollersseifen Q: Senscheider Bach | |
| Hoher List (⊙) D                                                                                       | 549,10                      | Vulkaneifel                                | Dauner Maargebiet                                                                           | 270.51                       | Daun – Daun (Ko) – Gemünden – Weiersbach Mehren – Mehren (Ko)Schalkenmehren – Schalkenmehren (Ko) Üdersdorf – Trittscheid                                                                                            | DAU                                             | RP                           | Observatorium Hoher List, AHG Kliniken Daun-Altburg, NSG Dauner Maare (n); Q: Rasbach Q: Schalkenmehrener Bach Q: Winkelbach | Blick vom Mäuseberg zum Hohen List mit einer Kuppe des Observatorium Hoher List zwischen den Bäumen                        |
| Jakobsberg (⊙) D                                                                                       | 549,00                      | Vulkaneifel                                | Üßbachbergland, Müllenbacher Riedelland, Elzbachhöhen                                       | 271.41 271.42 271.3          | Berenbach – Berenbach (Ko) Höchstberg – Höchstberg (Ko) Kötterichen – Kötterichen (Ko) Ulmen – Ulmen (Ko) – Furth | DAU COC                                         | RP                           | Q: Dombach Q: Furthbach | |
| Dachsberg (Daxberg) Ostkuppe: Westkuppe: (⊙) D                                                         | 548,50 548,50 542,00        | Südeifel                                   | Neidenbacher Sandsteinplateau, Mittleres Kylltal                                            | 277.0 277.1                  | Birresborn – Birresborn (Ko) Kopp – Kopp (Ko) Mürlenbach – Mürlenbach (Ko) | DAU                                             | RP                           | Adam und Eva (Felsen; ND), NSG Eishöhlen und Fischbachtal bei Birresborn; Q: Wallbach | |
| Baumberg (Wintersberg) (Wiesbaum) (⊙) D                                                                | 545,40                      | Vulkaneifel                                | Dollendorfer Kalkmulde                                                                      | 276.5                        | Birgel – Birgel (Ko) Blankenheim – Alendorf Feusdorf – Feusdorf (Ko) Wiesbaum – Wiesbaum (Ko) | DAU EU DAU                                      | RP NW RP                     | NSG: – Baumberg bei Wiesbaum – Lampertstal und Alendorfer Kalktriften und mit Fuhrbach und Mackental – Winterberg bei Wiesbaum (n) | |
| Junkerberg (⊙) D                                                                                       | 544,10                      | Ahrgebirge (Ahreifel)                      | Rohrer Kalkmulde, Nördliches Ahrbergland, Eichholz-Rücken                                   | 276.4 272.1 276.3            | Blankenheim – Freilingen – Mühlheim – Reetz – Rohr | EU                                              | NW                           | NSG Obere Ahr mit Mühlheimer Bach, Reetzer Bach und Mühlenbachsystem; Q: Mühlheimer Bach (n) Q: Weierbach Q: Weilerbach Q: Werthsbach | |
| Willenberg (⊙) D                                                                                       | 544,00                      | Ahrgebirge (Ahreifel)                      | Sötenicher Kalkmulde                                                                        | 276.0                        | Kall – Keldenich – Urft (Ko) Nettersheim – Nettersheim (Ko) – Zingsheim Mechernich – Urfey – Weyer | EU                                              | NW                           | NSG Urfttal mit Seitentälern nördlich und westlich von Nettersheim, KD Geschützstellung (Flak; Zweiter Weltkrieg); Q: Kolvenbach | |
| Auf Holbert (⊙) D                                                                                      | 543,40                      | Südeifel                                   | Arzfelder Hochfläche                                                                        | 280.10                       | Arzfeld – Arzfeld (Ko) – Halenbach – Hickeshausen – Neurath Irrhausen – Irrhausen (Ko) Olmscheid – Olmscheid (Ko) Reiff – Reiff (Ko)                                                                                 | BIT                                             | RP                           | Q: Frohnseifen Q: Holmicht Q: Mastbach | |
| Birken (⊙) D                                                                                           | 543,00                      | Südeifel                                   | Wittlicher Wald, Daun-Manderscheider Vulkanberge                                            | 277.21 270.50                | Bettenfeld – Bettenfeld (Ko) Deudesfeld – Deudesfeld (Ko) Meerfeld – Meerfeld (Ko) Eisenschmitt – Eisenschmitt (Ko)                                                                                                  | WIL DAU WIL                                     | RP                           | Sendeturm; Q: Birtelbach Q: Fischbach Q: Ritzbach | |
| Niesenberg (⊙) D                                                                                       | 542,10                      | Südeifel                                   | Prümer Kalkmulde                                                                            | 276.91                       | Fleringen – Fleringen (Ko) Rommersheim – Rommersheim (Ko) Weinsheim – Brühlborn – Weinsheim (Ko) | BIT                                             | RP                           | NSG Niesenberg bei Weinsheim; Q: Nims (n) Q: Vierbach | |
| Hahn (⊙) D                                                                                             | 539,10                      | Westeifel – Schnee-Eifel                   | Kyll-Vulkaneifel, Gerolsteiner Kalkmulde                                                    | 276.80 276.90                | Gerolstein – Bewingen – Gerolstein (Ko) Pelm – Pelm (Ko) Rockeskyll – Rockeskyll (Ko) | DAU                                             | RP                           | Kasselburg (n), Adler- und Wolfspark Kasselburg, Gewerbegebiet Vulkanring (n) | |
| Hirzberg (⊙) D                                                                                         | 539,00                      | Nordeifel – Ripsdorfer Wald                | Eichholz-Rücken                                                                             | 276.3                        | Blankenheim – Nonnenbach – Ripsdorf – Waldorf | EU                                              | NW                           | NSG Schaafbachtal mit Seitentälern und Stromberg (n); Q: Aus dem Weiherbruch Q: Ruhrbach | |
| Ahrberg (⊙) D                                                                                          | 537,70                      | Hohe Eifel                                 | Trierbach-Lieser-Quellbergland                                                              | 271.40                       | Bodenbach – Bodenbach (Ko)Bongard – Bongard (Ko)Gelenberg – Gelenberg (Ko)Kelberg – Kelberg (Ko) – Meisenthal – Rothenbach – Zermüllen                                                                               | DAU                                             | RP                           | Q: Bodenbacher Bach Q: Hühnerbach | |
| Knippberg (⊙) D                                                                                        | 537,30                      | Ahrgebirge (Ahreifel)                      | Münstereifeler Wald, Münstereifeler Tal                                                     | 274.1 274.0                  | Bad Münstereifel – Eicherscheid – Mahlberg – Rodert – Schönau – Scheuerheck | EU                                              | NW                           | Kp. Decke Tönnes, NSG Münstereifeler Wald; Q: Bodenbach Q: Effelsberger Bach Q: Geißenbach Q: Schleidbach (Graubach) Q: Hompescher Bach Q: Letherter Bach | |
| Bocksberg (⊙) D                                                                                        | 536,30                      | Hohe Eifel                                 | Hohe-Acht-Bergland                                                                          | 271.20                       | Müllenbach | AW                                              | RP                           | Nürburgring (ehemalige Südschleife); Q: Müllenbach | |
| Muxerather Höhe (⊙) D                                                                                  | 534,80                      | Südeifel                                   | Karlshausener Hochfläche                                                                    | 280.12                       | Koxhausen – Koxhausen (Ko) Hütten – Hütten (Ko) Muxerath – Muxerath (Ko) Neuerburg – Neuerburg (Ko) | BIT                                             | RP                           | Q: Gecklerbach Q: Koxhauser Bach | |
| Scheidkopf (⊙) D                                                                                       | 533,80                      | Osteifel                                   | Nitz-Nette-Wald                                                                             | 271.21                       | Mayen – Kürrenberg | MYK                                             | RP                           | Sendemast/-turm, Wbh; Q: Bach an der Ebertswiese Q: Eiterbach Q: Fraubach Q: Trillbach | |
| Hühnerberg (Lommersdorf) (⊙) D                                                                         | 533,50                      | Ahrgebirge (Ahreifel)                      | Dollendorfer Kalkmulde, Nördliches Ahrbergland                                              | 276.5 272.1                  | Blankenheim – Freilingen – Lommersdorf Ohlenhard – Ohlenhard (Ko) | EU AW                                           | NW RP                        | NSG: – Obere Ahr mit Mühlheimer Bach, Reetzer Bach und Mühlenbachsystem – Westliches Ahrgebiet (n); Q: Dörferbach (Dorferbach) Q: Dreisbach Q: Ortseifen Q: Schalkenbach | |
| Jungenland (⊙) D                                                                                       | 531,30                      | Vulkaneifel                                | Daun-Manderscheider Vulkanberge                                                             | 270.50                       | Bettenfeld – Bettenfeld (Ko) Deudesfeld – Deudesfeld (Ko) Meerfeld – Meerfeld (Ko) | WIL DAU WIL                                     | RP                           | Meerfelder Maar (n), NSG: Meerfelder Maar; Q: Ritzbach Q: Speicherbach | Blick in Richtung Westsüdwesten über Meerfeld hinweg zum Jungenland                                                        |
| Hohe Kuppe (⊙) D                                                                                       | 530,80                      | Südeifel                                   | Leidenborner Hochflache, Urb-Viander Ourtal                                                 | 280.20 280.30                | Dahnen – Dahnen (Ko) Dasburg – Dasburg (Ko) Preischeid – Preischeid (Ko) | BIT                                             | RP                           | Sendemast/-turm (501 m) | |
| Kramberg (⊙) D                                                                                         | 530,70                      | Südeifel                                   | Prümer Kalkmulde                                                                            | 276.91                       | Fleringen – Fleringen (Ko) Rommersheim – Rommersheim (Ko) Weinsheim – Brühlborn – Weinsheim (Ko) | BIT                                             | RP                           | Windpark; Q: Nims (n) | |
| Steinerberg (⊙) D                                                                                      | 530,60                      | Nordeifel                                  | Südliches Ahrbergland, Dümpelfelder Ahrtal, Recher Ahrengtal                                | 272.3 272.20 272.21          | Ahrbrück – Ahrbrück (Ko) – Brück – Pützfeld Altenahr – Altenahr (Ko) – Altenburg – Kreuzberg Kesseling – Kesseling (Ko) – Staffel Mayschoß – Mayschoß (Ko) Rech – Rech (Ko)                                          | AW                                              | RP                           | Steinerberghaus (Whs); Q: Auschsbach Q: Bärenbach Q: Euzemich | Blick von der Hohen Acht zum Steinerberg mit Steinerberghaus                                                               |
| Goldberg (⊙) D                                                                                         | 528,90                      | Südeifel                                   | Prümscheid, Mittleres Kylltal                                                               | 277.20 277.1                 | Birresborn – Birresborn (Ko) Gerolstein – Michelbach Mürlenbach – Mürlenbach (Ko) Salm – Salm (Ko) | DAU                                             | RP                           | Q: Wasenbach (n) | |
| Burberg (Buerberg, Bürberg) (⊙) D                                                                      | 528,50                      | Vulkaneifel                                | Salmer Hügelland                                                                            | 277.3                        | Schutz – Schutz (Ko) Weidenbach – Weidenbach (Ko) | DAU                                             | RP                           | römische Befestigungsanlage | Blick etwa aus Richtung Südosten bzw. vom Dorf Schutz zum Burberg                                                          |
| namenlose Kuppe? (bei Wolfgarten) (⊙) D                                                                | 527,80                      | Nordeifel – Rureifel – Kermeter            | Kermeter Wald, Gemünder Urft- und Oleftäler, Urftseegebiet                                  | 282.8 282.31 282.32          | Schleiden – Wolfgarten | EU                                              | NW                           | höchster Berg im Kermeter, Nationalpark Eifel, NSG Kermeter (EU), Ortschaft Wolfgarten auf den Hochlagen, AT/FWT Wolfgarten, Wbh; Q: Bergerbach Q: Gr. Böttenbach Q: Gr. Scheuerbach Q: Heimbach Q: Kl. Böttenbach Q: Lompig Q: Lorbach Q: Vlattener Bach                                         | Hochlage der namenlosen, höchsten Erhebung des Kermeters mit dem Aussichts- und Feuerwachturm Wolfgarten                   |
| Sommerberg (Freilingen) (⊙) D                                                                          | 527,00                      | Ahrgebirge (Ahreifel)                      | Rohrer Kalkmulde, Eichholz-Rücken                                                           | 276.4 276.3                  | Blankenheim – Freilingen – Mühlheim – Reetz – Rohr | EU                                              | NW                           | NSG Obere Ahr mit Mühlheimer Bach, Reetzer Bach und Mühlenbachsystem; Q: Mühlenbach | |
| Hellberg (⊙) D                                                                                         | 525,80                      | Nordeifel – Rureifel – Kermeter            | Kermeter Wald, Gemünder Urft- und Oleftäler, Rurseegebiet                                   | 282.8 282.31 282.33          | Heimbach – Steinbach Schleiden – Wolfgarten | DN EU                                           | NW                           | Nationalpark Eifel, Abtei Mariawald (n), NSG: – Kermeter – Kermeter (EU); Q: Amselbach Q: Herbstbach Q: Hohenbach Q: Kl. Steinbach Q: Steinbach | |
| Wildbretshügel (⊙) D                                                                                   | 525,30                      | Nordeifel – Rureifel – Kermeter            | Kermeter Wald, Urftseegebiet, Rurseegebiet                                                  | 282.8 282.32 282.33          | Heimbach – Steinbach Schleiden – Wolfgarten Simmerath – Rurberg – Woffelsbach | DN EU AC                                        | NW                           | Nationalpark Eifel, NSG Kermeter; Q: Düsterer Büdenbach Q: Eschbach Q: Friedenbach Q: Haftenbach Q: Hohenbach | |
| Nollsnück (Nollsnuck) Westsüdwestkuppe: Ostnordostkuppe: (⊙) D                                         | 525,00 525,00 518,40        | Nordeifel                                  | Südliches Ahrbergland, Recher Ahrengtal                                                     | 272.3 272.21                 | Ahrbrück – Ahrbrück (Ko) – Brück – Pützfeld Kesseling – Kesseling (Ko) – Staffel Mayschoß – Mayschoß (Ko) Rech – Rech (Ko)                                                                                           | AW                                              | RP                           | Sendeturm (n); Q: Bärenbach Q: Euzemich Q: Nollbach | |
| Kalvarienberg (Alendorf) (⊙) D                                                                         | 524,00                      | Ahrgebirge (Ahreifel)                      | Dollendorfer Kalkmulde                                                                      | 276.5                        | Blankenheim – Alendorf | EU                                              | NW                           | NSG: Lampertstal und Alendorfer Kalktriften und mit Fuhrbach und Mackental | Kalvarienberg bei Alendorf (Südseite)                                                                                      |
| Burgberg (Rieden) (⊙) D                                                                                | 522,60                      | Vulkaneifel                                | Kempenicher Tuffhochfläche                                                                  | 271.1                        | Rieden – Rieden (Ko) | MYK                                             | RP                           | NSG Gänsehals, Schorenberg, Burgberg und Schmitzkopf; Q: Rehbach (n) | |
| Kirchberg (⊙) D                                                                                        | 520,60                      | Nordeifel                                  | Dreiborner Hochfläche, Gemünder Urft- und Oleftäler                                         | 282.5 282.31                 | Schleiden – Berescheid | EU                                              | NW                           | Ortschaft Berescheid auf den Hochlagen, NSG Schafbachtal mit seinen Seitentälern und Hohnerter Feld | |
| Lenzerath (Lenzerrath) Nordkuppe: Südkuppe: (⊙) D                                                      | 519,30 519,30 517,50        | Westeifel – Schnee-Eifel                   | Kyll-Vulkaneifel                                                                            | 276.80                       | Duppach – Duppach (Ko) Gerolstein – Müllenborn – Oos – Roth Kalenborn-Scheuern – Kalenborn – Scheuern | DAU                                             | RP                           | | |
| Mosenberg (⊙) D                                                                                        | 517,00                      | Vulkaneifel                                | Daun-Manderscheider Vulkanberge                                                             | 270.50                       | Bettenfeld – Bettenfeld (Ko) Manderscheid – Manderscheid (Ko) | WIL                                             | RP                           | Windsborn-Kratersee, Hinkelsmaar, Aussichtsturm, Gipfelkreuz, NSG: Reihenkrater, Mosenberg und Horngraben; Q: Elbach Q: Horngraben | Aussichtsturm auf dem Mosenberg                                                                                            |
| Verbrannter Berg (⊙) D                                                                                 | 515,50                      | Nordeifel – Rureifel – Kermeter            | Kermeter Wald, Urftseegebiet, Rurseegebiet                                                  | 282.8 282.32 282.33          | Heimbach – Steinbach Schleiden – Wolfgarten | DN EU                                           | NW                           | Nationalpark Eifel, NSG: – Kermeter – Kermeter (EU); Q: Büdenbach Q: Hohenbach Q: Steinbach | |
| Wendelsberg (⊙) D                                                                                      | 514,80                      | Vulkaneifel                                | Daun-Manderscheider Vulkanberge                                                             | 270.50                       | Daun – Daun (Ko) – Gemünden – Pützborn – Weiersbach Oberstadtfeld – Oberstadtfeld (Ko) | DAU                                             | RP                           | Wild- & Erlebnispark Daun (Hirsch- und Saupark Daun), Eifel-Ferienpark Daun (n); Q: Holscheider Bach | |
| Kopnück (Kop Nück) Nordkuppe: Südkuppe: (⊙) D                                                          | 514,40 514,40 505,00        | Ahrgebirge (Ahreifel)                      | Münstereifeler Tal                                                                          | 274.0                        | Bad Münstereifel – Kop Nück – Langscheid – Mahlberg – Schönau Hümmel – Bröhlingen | EU AW                                           | NW RP                        | | |
| Sollig (Roderath) (⊙) D                                                                                | 513,50                      | Nordeifel                                  | Zingsheimer Wald, Blankenheimer Kalkrücken                                                  | 276.10 276.2                 | Nettersheim – Roderath | EU                                              | NW                           | Roderather Villa rustica; Q: Hornbach Q: Kolvenbach | |
| Vulkan Kalem Südkuppe: Nordkuppe: (⊙) D                                                                | 512,80 512,80 508,00        | Südeifel                                   | Kyll-Vulkaneifel, Neidenbacher Sandsteinplateau                                             | 276.80 277.0                 | Birresborn – Birresborn (Ko) | DAU                                             | RP                           | NSG: – Vulkan Kalem – Im Felst bei Birresborn; Sendeturm | |
| Höhenberg (Hohenberg) (⊙) D                                                                            | 511,10                      | Vulkaneifel                                | Hillesheimer Kalkmulde                                                                      | 276.71                       | Kerpen – Kerpen (Ko) Üxheim – Flesten – Nollenbach – Niederehe | DAU                                             | RP                           | Q: Nollenbach | |
| Geerberg (⊙) D                                                                                         | 510,00                      | Vulkaneifel                                | Elzbachhöhen                                                                                | 271.3                        | Bermel – Bermel (Ko) – Fensterseifen Hauroth – Hauroth (Ko) Kalenborn – Kalenborn (Ko) Urmersbach – Urmersbach | MYK COC                                         | RP                           | | |
| Kleiner Bermel (⊙) D                                                                                   | 508,50                      | Vulkaneifel                                | Elzbachhöhen                                                                                | 271.3                        | Bermel – Bermel (Ko) Kalenborn – Kalenborn (Ko) | COC MYK                                         | RP                           | NSG: – Hochbermel (n), – Kleiner Bermel; Sportplatz | |
| Häuschen Ostkuppe: Westkuppe: (⊙) D                                                                    | 506,50 506,50 501,50        | Nordeifel                                  | Südliches Ahrbergland, Recher Ahrengtal                                                     | 272.3 272.21                 | Bad Neuenahr-Ahrweiler – Ahrweiler – Marienthal – Ramersbach – Walporzheim Dernau – Dernau (Ko) – Marienthal Kesseling – Kesseling (Ko) – Staffel Rech – Rech (Ko)                                                   | AW                                              | RP                           | AT-Ruine; Q: Ahlbach (Bach vom Eltzerhardt) Q: Geusbach (Geisbach) Q: Heckenbach Q: Wingsbach (Talbach) | Blick vom Alfred-Dahm-Turm auf dem Krausberg südsüdostwärts zum Häuschen                                                   |
| Hahnenkopf (Hahnknopf) (⊙) D                                                                           | 505,40                      | Südeifel                                   | Prümer Kalkmulde                                                                            | 276.91                       | Fleringen – Fleringen (Ko) Giesdorf – Giesdorf (Ko) Rommersheim – Rommersheim (Ko) Weinsheim – Brühlborn | BIT                                             | RP                           | NSG Schönecker Schweiz; Q: Bilsbach | |
| Winterberg (Kermeter) (⊙) D                                                                            | 503,40                      | Nordeifel – Rureifel – Kermeter            | Kermeter Wald, Urftseegebiet, Rurseegebiet                                                  | 282.8 282.32 282.33          | Heimbach – Steinbach Schleiden – Wolfgarten Simmerath – Rurberg – Woffelsbach | DN EU AC                                        | NW                           | Nationalpark Eifel, NSG: – Kermeter – Kermeter (EU); Kermeterstollen, Q: Büdenbach Q: Düsterer Büdenbach Q: Haftenbach Q: Hohenbach | |
| Schorenberg (⊙) D                                                                                      | 500,70                      | Vulkaneifel                                | Kempenicher Tuffhochfläche                                                                  | 271.1                        | Rieden – Rieden (Ko) | MYK                                             | RP                           | NSG Gänsehals, Schorenberg, Burgberg und Schmitzkopf; Q: Rehbach (n) | |
| Hochthürmerberg (Hochthürmchen, Hochthürmen, Hochthürmer) (⊙) D                                        | 499,90                      | Ahrgebirge (Ahreifel)                      | Nördliches Ahrbergland                                                                      | 272.1                        | Bad Münstereifel – Houverath – Lanzerath – Limbach – Wald Berg – Häselingen Kirchsahr – Binzenbach – Winnen | EU AW                                           | NW RP                        | römische Ringwallanlage | Hochthürmerberg |
| Pflugberg (⊙) D                                                                                        | 499,10                      | Nordeifel                                  | Mechernicher Berg- und Hügelland                                                            | 275.2                        | Mechernich – Kalenberg – Kallmuth – Lorbach | EU                                              | NW                           | NSG Kallmuther Berg (LP Mechernich); Buchholzer Weiher; Q: Lorbach Q: Veybach (Kallmuther Bach) | |
| Teufelsley (Hönningen) (⊙) D                                                                           | 495,90                      | Nordeifel                                  | Südliches Ahrbergland, Dümpelfelder Ahrtal                                                  | 272.3 272.20                 | Ahrbrück – Ahrbrück (Ko) – Brück Dümpelfeld – Dümpelfeld (Ko) – Ommelbachtal Hönningen – Hönningen (Ko) – Liers | AW                                              | RP                           | NSG An der Teufelsley; Q: Büsenbach Q: Daufenbach Q: Ommelbach | Quarzitfelsen der Teufelsley                                                                                               |
| Hömmerich (⊙) D                                                                                        | 495,70                      | Hohe Eifel                                 | Reifferscheider Bergland                                                                    | 272.0                        | Barweiler – Barweiler (Ko) Wirft – Wirft (Ko) | AW                                              | RP                           | Krieger-Gedächtnis-Kapelle, Windpark; Q: Bruchseifen (n) | |
| Honigberg (⊙) D                                                                                        | 495,40                      | Nordeifel – Rureifel – Kermeter            | Kermeter Wald, Urftseegebiet, Rurseegebiet                                                  | 282.8 282.32 282.33          | Heimbach – Steinbach Simmerath – Rurberg – Woffelsbach | DN AC                                           | NW                           | Nationalpark Eifel, NSG Kermeter; Kermeterstollen, AP bei Rurstausee, Sendeturm, Q: Friedenbach Q: Hörsebach | |
| Adert (⊙) D                                                                                            | 488,10                      | Nordeifel                                  | Olbrücker Eifelrand, Südliches Ahrbergland                                                  | 271.0 272.3                  | Heckenbach – Blasweiler Bad Neuenahr-Ahrweiler – Ramersbach Schalkenbach – Obervinxt | AW                                              | RP                           | Q: Bachemer Bach Q: Ramersbach Q: Vinxtbach | |
| Reudelheck (⊙) D                                                                                       | 477,50                      | Moseleifel                                 | Kondelwald, Offlinger Hochfläche                                                            | 270.2 270.3                  | Bad Bertrich – Bad Bertrich (Ko) Bengel – Bengel (Ko) – Springiersbach Kinderbeuern – Hetzhof Hontheim – Krinkhof | COC WIL                                         | RP                           | Sendeturm; Q: Dauselgraben Q: Hesselbach Q: Saalsbach Q: Schmitzbach (Füllersbach) Q: Springiersbach Q: Udelsbach Q: Wolfskehl | |
| Römerberg (Strohn) (⊙) D                                                                               | 473,20                      | Vulkaneifel                                | Dauner Maargebiet, Offlinger Hochfläche                                                     | 270.51 270.3                 | Ellscheid – Ellscheid (Ko) Gillenfeld – Gillenfeld (Ko) Immerath – Immerath (Ko) Saxler – Saxler (Ko) Strohn – Strohn (Ko) Winkel – Winkel (Ko)                                                                      | DAU                                             | RP                           | Pulvermaar, Strohner Märchen, NSG: Pulvermaar mit Römerberg und Strohner Märchen, Wbh; Q: Diefenbach Q: Erlenfloß | |
| Hasenberg (⊙) D                                                                                        | 471,60                      | Ahrgebirge (Ahreifel)                      | Nördliches Ahrbergland                                                                      | 272.1                        | Bad Münstereifel – Eichen – Lanzerath Berg – Häselingen – Ober-Krälingen – Unter-Krälingen | EU AW                                           | NW RP                        | Q: Löhrsbach | Blick von einem Aussichtspunkt unterhalb des Hochthürmerberges zum Hasenberg                                               |
| Krufter Ofen (⊙) D                                                                                     | 463,10                      | Vulkaneifel                                | Laacher Kuppenland, Pellenzsenke                                                            | 292.00 291.221               | Kruft – Kruft (Ko) Mendig – Mendig (Ko) Nickenich – Nickenich (Ko) Wehr – Wehr (Ko) | MYK AW                                          | RP                           | Typ: Vulkan; Teufelskanzel (n), Laacher See (n), Waldsee (n), NSG Laacher See | |
| Burgberg (Hain) (⊙) D                                                                                  | 460,00                      | Nordeifel                                  | Olbrücker Eifelrand                                                                         | 271.0                        | Niederdürenbach – Hain – Holzwiesen – Niederdürenbach (Ko) | AW                                              | RP                           | Burgruine Olbrück, NSG Olbrück; Q: Quackenbach (n) | |
| Weidenauer Berg Südostkuppe: Nordwestkuppe: (⊙) D                                                      | 455,90 455,90 453,30        | Nordeifel – Rureifel – Kermeter            | Kermeter Wald, Rurseegebiet                                                                 | 282.8 282.33                 | Heimbach – Steinbach Simmerath – Rurberg – Woffelsbach | DN AC                                           | NW                           | Nationalpark Eifel, NSG Kermeter; Kermeterstollen, Q: Eschbach (n) Q: Hörsebach | |
| Kellerberg (⊙) D                                                                                       | 448,80                      | Moseleifel – Meulenwald                    | Naurather Horst                                                                             | 270.60                       | Dierscheid – Dierscheid (Ko) Hetzerath – Erlenbach Naurath – Naurath (Ko) | WIL TR (Lk)                                     | RP                           | höchster Berg des Meulenwaldes; AT Dierscheid; Q: Erlenbach Q: Gitzertbach Q: Orschbach Q: Stahlbach Q: Weischbach | |
| Laacher Kopf (⊙) D                                                                                     | 444,30                      | Vulkaneifel                                | Laacher Kuppenland, Ettringer Vulkankuppen                                                  | 292.00 292.01                | Bell – Bell (Ko) Mendig – Mendig (Ko) Wehr – Wehr (Ko) | MYK AW                                          | RP                           | Laacher See (n), Abtei Maria Laach (n), NSG Laacher See; Q: Gleeser Bach (n) | |
| Jakob-Kneip-Berg (⊙) D                                                                                 | 437,90                      | Ahrgebirge (Ahreifel)                      | Sötenicher Kalkmulde                                                                        | 276.0                        | Bad Münstereifel – Gilsdorf – Nöthen Mechernich – Harzheim Nettersheim – Pesch | EU                                              | NW                           | NSG: – Eschweiler Tal und Kalkkuppen – Teilbereich der Kalkkuppen-Landschaft Eschweiler Tal und angrenzende Waldflächen; Sendemast/-turm; Q: Schlangenbenden (n) Q: Schnurtaler Bach (n) | |
| Alte Mauer Nordostkuppe: Südwestkuppe: (⊙) D                                                           | 423,90 423,90 422,80        | Nordeifel                                  | Südliches Ahrbergland, Recher Ahrengtal                                                     | 272.3 272.21                 | Bad Neuenahr-Ahrweiler – Ahrweiler – Bachem – Godeneltern – Ramersbach – Walporzheim | AW                                              | RP                           | Alte Mauer (keltische Fliehburg); Q: Wingsbach (Talbach) | |
| Herkelstein (⊙) D                                                                                      | 434,50                      | Nordeifel                                  | Sötenicher Kalkmulde, Münstereifeler Tal, Mechernicher Berg- und Hügelland, Antweiler Senke | 276.0 274.0 275.2 275.3      | Bad Münstereifel – Eschweiler Mechernich – Holzheim – Weiler am Berge | EU                                              | NW                           | NSG Kalkkuppenlandschaft zwischen Wachendorf und Pesch; Q: Krebsbach Q: Kühlbach | |
| Stockert (⊙) D                                                                                         | 433,90                      | Osteifel                                   | Münstereifeler Tal, Antweiler Senke, Sötenicher Kalkmulde                                   | 274.0 275.3 276.0            | Bad Münstereifel – Bad Münstereifel (Ko) – Eschweiler – Gilsdorf – Nöthen Mechernich – Holzheim – Weiler am Berge | EU                                              | NW                           | Astropeiler Stockert (Radioteleskop), NSG: – Kalkkuppenlandschaft zwischen Wachendorf und Pesch – Eschweiler Tal und Kalkkuppen | |
| Heidekopf (s. a.: Heidenköpfe) (⊙) D                                                                   | 428,10                      | Vulkaneifel                                | Laacher Kuppenland, Pellenzsenke                                                            | 292.00 291.221               | Kruft – Kruft (Ko) Mendig – Mendig (Ko) Nickenich – Nickenich (Ko) Wehr – Wehr (Ko) | MYK AW                                          | RP                           | Teufelskanzel (n), Laacher See (n), Waldsee (n), NSG Laacher See | |
| Veitskopf (Feithskopf) (⊙) D                                                                           | 428,10                      | Vulkaneifel                                | Laacher Kuppenland                                                                          | 292.00                       | Burgbrohl – Burgbrohl (Ko) Glees – Glees (Ko) Nickenich – Nickenich (Ko) Wassenach – Wassenach (Ko) | AW MYK AW                                       | RP                           | Typ: Vulkan; AT Lydiaturm; Laacher See (n), NSG Laacher See; Q: Wassenacher Bach (n) | |
| Ettringer Bellerberg (Ettringer Bellberg) (⊙) D                                                        | 427,50                      | Hohe Eifel                                 | Ettringer Vulkankuppen, Nitz-Nette-Wald, Pellenzsenke                                       | 292.01 271.21 291.221        | Ettringen – Ettringen (Ko) Kottenheim – Kottenheim (Ko) Mayen – Mayen (Ko) Sankt Johann – Sankt Johann (Ko) | MYK                                             | RP                           | Bellerberg-Vulkan, Vulkanpark, NSG Ettringer und Mayener Bellberg, Kottenheimer Büden | |
| Hummerich (Nickenicher Hummerich) (Nickenich) (⊙) D                                                    | 425,00                      | Ost- und Vordereifel – Pellenz             | Laacher Kuppenland, Andernach-Koblenzer Terrassenhügel, Pellenzvulkane                      | 291.221 291.200 291.220      | Andernach – Eich – Kell Nickenich – Nickenich (Ko) Wassenach – Wassenach (Ko) | MYK AW                                          | RP                           | Typ: Vulkan; Laacher See (n), Steinbruch, NSG Laacher See; Q: Krayerbach, Q: Wassenacher Bach (n) | |
| Burgberg (Kliding) Westsüdwestkuppe: Ostnordostkuppe: (⊙) D                                            | 424,80 424,80 413,75        | Vulkaneifel                                | Gevenicher Hochfläche                                                                       | 270.02                       | Beuren – Beuren (Ko) Kliding – Kliding (Ko) Urschmitt – Urschmitt (Ko) | COC                                             | RP                           | Q: Geulbach (Gailbach) Q: Grabenbach Q: Klidinger Bach Q: Mirkler Graben Q: Urschmitter Bach Q: Wäschbach | |
| Monzeler Hüttenkopf (Hüttenkopf) (⊙) D                                                                 | 423,40                      | Moseleifel                                 | Moselberge                                                                                  | 250.2                        | Kesten – Kesten (Ko) Klausen – Klausen (n) Osann-Monzel – Monzel – Osann Piesport – Alt-Piesport | WIL                                             | RP                           | Q: Brünnericherbach Q: Dreisbach (n) Siehe auch: Schimmelsberg aufm Hüttenberg | Blick von Brauneberg zum Monzeler Hüttenkopf mit Dorf Monzel                                                               |
| Steinenberg (⊙) D                                                                                      | 423,10                      | Moseleifel – Meulenwald                    | Naurather Horst                                                                             | 270.60                       | Dierscheid – Dierscheid (Ko) Hetzerath – Erlenbach Naurath – Naurath (Ko) | WIL TR (Lk)                                     | RP                           | Q: Gitzertbach | |
| Mehringer Berg Nordostkuppe: Südwestkuppe: (⊙) D                                                       | 418,70 418,70 412,00        | Moseleifel                                 | Moselberge, Neumagener Moselschlingen                                                       | 250.2 250.30                 | Bekond – Bekond (Ko) Ensch – Ensch (Ko) Longen – Longen (Ko) Mehring – Lörsch – Mehring (Ko) Schleich – Schleich (Ko) Schweich – Schweich (Ko)                                                                       | TR (Lk)                                         | RP                           | Q: Kautenbach Q: Landwehrgraben Q: Mehringer Mühlenbach Siehe auch: Hummelsberg | |
| Steinthalskopf (Steinentalskopf; Steinhalskopf) (Häuschen-Nk) Nordnordwestkuppe: Südsüdostkuppe: (⊙) D | 417,50 417,50 413,40        | Nordeifel                                  | Recher Ahrengtal, Südliches Ahrbergland                                                     | 272.21 272.3                 | Bad Neuenahr-Ahrweiler – Ahrweiler – Marienthal – Ramersbach – Walporzheim Dernau – Dernau (Ko) – Marienthal Kesseling – Staffel Rech – Rech (Ko)                                                                    | AW                                              | RP                           | AT Steinthalskopf mit Jakob-Rausch-Hütte (Schutzhütte); Q: Geusbach (Geisbach) Q: Nadelbrunnen | |
| Falkenlay (⊙) D                                                                                        | 413,70                      | Vordereifel                                | Gevenicher Hochfläche, Unteres Üßbachtal                                                    | 270.02 270.1                 | Bad Bertrich – Bad Bertrich (Ko) – Kennfus | COC                                             | RP                           | NSG Falkenlay; Aussichtswarte | |
| Hahnenberg (Kirchheim) (⊙) D                                                                           | 411,50                      | Ahrgebirge (Ahreifel) – Flamersheimer Wald | Münstereifeler Wald                                                                         | 274.1                        | Bad Münstereifel – Scheuren Euskirchen – Flamersheim – Kirchheim – Schweinheim Rheinbach – Hardt – Queckenberg – Sürst                                                                                               | EU SU                                           | NW                           | Q: Bockessiefen Q: Düffelsiefen Q: Kalbssiefen Q: Kohlsiefen Q: Pferdsburchsiefen Q: Treuenbach | |
| Kulm (⊙) D                                                                                             | 409,10                      | Vordereifel                                | Kaisersescher Eifelrand, Elztal                                                             | 270.01 270.00                | Brachtendorf – Brachtendorf (Ko) Kaifenheim – Kaifenheim (Ko) Roes – Roes (Ko) | COC                                             | RP                           | | |
| Schrock (Teufelsley) (Altenahr) (⊙) D                                                                  | 405,00                      | Nordeifel                                  | Recher Ahrengtal                                                                            | 272.21                       | Ahrbrück – Ahrbrück (Ko) – Brück – Pützfeld Altenahr – Altenahr (Ko) – Altenburg – Reimerzhoven Mayschoß – Laach | AW                                              | RP                           | NSG Ahrschleife bei Altenahr | |
| Zoonenberg (⊙) D                                                                                       | 401,90                      | Moseleifel – Meulenwald                    | Meulenwald                                                                                  | 270.7                        | Kordel – Kordel (Ko) Trier – Ehrang – Quint Zemmer – Rodt | TR (Lk) TR (St) TR (Lk)                         | RP                           | Q: Lohrbach | |
| Hansenberg (⊙) D                                                                                       | 401,80                      | Moseleifel                                 | Moselberge, Sehlemer Salmtal                                                                | 250.2 251.10                 | Esch – Esch (Ko) Klausen – Krames Piesport – Ferres Rivenich – Rivenich (Ko) Klüsserath – Klüsserath (Ko) | WIL TR (Lk)                                     | RP                           | Sendeturm; Q: Kramesbach Q: Polsbach Q: Zweibach | |
| Burgberg (Bergstein) (⊙) D                                                                             | 400,80                      | Nordeifel – Rureifel                       | Hürtgener Hochfläche, Heimbach-Maubacher Rurtal                                             | 282.1 282.34                 | Hürtgenwald – Bergstein – Zerkall | DN                                              | NW                           | Burgstall Berenstein (Reichsburg), AT Krawutschketurm, Stausee Obermaubach (n); Q: Federbach Q: Rosbach (Resbach) | Blick vom Stausee Obermaubach zum Burgberg                                                                                 |
| Thelenberg (⊙) D                                                                                       | 400,20                      | Vulkaneifel                                | Laacher Kuppenland                                                                          | 292.00                       | Bell – Bell (Ko) Kruft – Kruft (Ko) Mendig – Obermendig – Mendig (Ko) Wehr – Wehr (Ko) | MYK AW                                          | RP                           | Laacher See (n), Abtei Maria Laach (n), NSG Laacher See; Q: Dörpelbach (n) | |
| Erbsenkopf (Hochmark) (⊙) D                                                                            | 399,80                      | Moseleifel – Meulenwald                    | Meulenwald, Unteres Kylltal                                                                 | 270.7 261.3                  | Kordel – Hochmark – Kordel (Ko) Trier – Ehrang – Quint Zemmer – Rodt | TR (Lk) TR (St) TR (Lk)                         | RP                           | Weiler Hochmark auf den Hochlagen; Q: Lohrbach Q: Sammerbach | |
| Arenberg (⊙) D                                                                                         | 399,00                      | Vordereifel                                | Kaisersescher Eifelrand                                                                     | 270.01                       | Brachtendorf – Brachtendorf (Ko) Kaifenheim – Kaifenheim (Ko) Roes – Roes (Ko) | COC                                             | RP                           | KD Schwanenkirche (n); Wbh | |
| Hühnerberg (Kirchsahr) (⊙) D                                                                           | 398,00                      | Ahrgebirge (Ahreifel)                      | Nördliches Ahrbergland                                                                      | 272.1                        | Bad Münstereifel – Effelsberg – Holzem – Limbach – Neichen – Wald Kirchsahr – Kirchsahr (Ko) | EU AW                                           | RP                           | Radioteleskop Effelsberg (n) | |
| Sollig (Alf) (⊙) D                                                                                     | 397,90                      | Vordereifel                                | Gevenicher Hochfläche, Traben-Trarbach-Zeller Moselschlingen, Unteres Ueßbachtal            | 270.02 250.32 270.1          | Alf – Alf (Ko) – Fabrik Sankt Aldegund – Sankt Aldegund (Ko) | COC                                             | RP                           | AT Auf der Sollig, Schutzhütte, Sendemast/-turm; Q: Fleidersbach | |
| Hornberg (⊙) D                                                                                         | 395,00                      | Nordeifel                                  | Recher Ahrengtal                                                                            | 272.21                       | Ahrbrück – Ahrbrück (Ko) – Pützfeld Altenahr – Altenburg – Kreuzberg Kesseling – Kesseling (Ko) | AW                                              | RP                           | NSG Ahrschleife bei Altenahr | |
| Sommerberg (Hochmark) (⊙) D                                                                            | 394,50                      | Moseleifel – Meulenwald                    | Meulenwald, Unteres Kylltal                                                                 | 270.7 261.3                  | Kordel – Hochmark – Kordel (Ko) Trier – Ehrang – Quint Zemmer – Rodt | TR (Lk) TR (St) TR (Lk)                         | RP                           | Weiler Hochmark auf den Hochlagen; Q: Lohrbach Q: Sammerbach | |
| Sonnenberg (⊙) D                                                                                       | 393,30                      | Nordeifel – Rureifel                       | Heimbach-Maubacher Rurtal, Vlattener Hügelland                                              | 282.34 275.1                 | Heimbach – Hasenfeld – Hausen – Heimbach (Ko) | DN                                              | NW                           | Q: Hausener Bach Q: Hilbach | |
| Blitzenberg (⊙) D                                                                                      | 392,50                      | Nordeifel                                  | Münstereifeler Wald, Swist-Eifelfuß                                                         | 274.1 274.2                  | Rheinbach – Neukirchen – Berscheid – Kurtenberg | SU                                              | NW                           | NSG: – Schiefelsbach und Zuflüsse – Stiefelsbach und Zuflüsse; Q: Schiefelsbach (n) Q: Stiefelsbach (n) Q: Zingsbach | |
| Blumkirst (Blumkurst) (⊙) D                                                                            | 389,60                      | Vordereifel                                | Müllenbacher Riedelland, Gevenicher Hochfläche                                              | 271.42 270.02                | Büchel – Büchel (Ko) Greimersburg – Greimersburg (Ko) Cochem – Cochem (Ko) | COC                                             | RP                           | | |
| Mausauel (⊙) D                                                                                         | 388,50                      | Nordeifel – Rureifel                       | Heimbach-Maubacher Rurtal, Vlattener Hügelland                                              | 282.34 275.1                 | Kreuzau – Leversbach – Obermaubach – Schlagstein Nideggen – Rath (Ko) | DN                                              | NW                           | Felsformationen (ND): – Einsiedlerklamm – Eugenienstein – Kickley; NSG: – Buntsandsteinfelsen im Rurtal von Untermaubach bis Abenden – Rurtal bei Kreuzau (n) – Staubecken Obermaubach einschließlich Einmündungsbereich der Rur (n); Wbh, Stausee Obermaubach (n); Q: Engelsgraben Q: Leversbach | |
| Thomasberg (⊙) D                                                                                       | 382,90                      | Moseleifel                                 | Klausener Hügelland, Moselberge                                                             | 251.2 250.2                  | Klausen – Klausen (Ko) – Krames Piesport – Ferres – Alt-Piesport | WIL                                             | RP                           | Piesporter Heiligenhaus; Q: Grönbach Q: Kramesbach | |
| Calmont (⊙) D                                                                                          | 380,60                      | Vordereifel                                | Cochemer Krampen, Gevenicher Hochfläche                                                     | 250.33 270.02                | Dohr – Dohr (Ko) Bremm – Bremm (Ko) Ediger-Eller – Ediger-Eller (Ko) | COC                                             | RP                           | Weinbaugebiet als steilste Einzellage Europas, Gallo-römischer Umgangstempel, Aussichtsplateau am Mahnmal der Kriegsgeneration | |
| Hochkopf Südwestkuppe: Nordostkuppe: (⊙) D                                                             | 379,50 379,50 378,20        | Nordeifel                                  | Münstereifeler Wald, Swist-Eifelfuß                                                         | 274.1 274.2                  | Rheinbach – Groß-Schlebach – Irlenbusch – Klein-Schlebach – Loch – Merzbach – Neukirchen – Queckenberg | SU                                              | NW                           | NSG: – Schiefelsbach und Zuflüsse – Stiefelsbach und Zuflüsse; Q: Hennesterbach Q: Schlebacher Bach (Schlebach) Q: Zingsbach (n) | Blick vom Hochthürmerberg zum Hochkopf                                                                                     |
| Teufelsley (Schmidt) (⊙) D                                                                             | 375,00                      | Nordeifel – Buhlert                        | Hürtgener Hochfläche                                                                        | 282.1                        | Hürtgenwald – Simonskall – Vossenack Nideggen – Kommerscheidt | DN                                              | NW                           | NSG Kalltal und Nebentäler | |
| Meuchelberg (⊙) D                                                                                      | 372,90                      | Rureifel                                   | Rurseegebiet, Heimbach-Maubacher-Rurtal                                                     | 282.33 282.34                | Heimbach – Heimbach (Ko) – Hasenfeld | DN                                              | NW                           | Kurpark (Ostfuß) | Blick von der Feriensiedlung „Eifeler Tor“ (nahe Staudamm der Rurtalsperre) ostwärts über Hasenfeld hinweg zum Meuchelberg |
| Karmelenberg (⊙) D                                                                                     | 372,50                      | Ost- und Vordereifel – Pellenz             | Karmelenberghöhe, Pellenzvulkane                                                            | 291.21 291.220               | Bassenheim – Bassenheim (Ko) Kobern-Gondorf – Kobern-Gondorf (Ko) Lonnig – Lonnig (Ko) Ochtendung – Ochtendung (Ko) Wolken – Wolken (Ko)                                                                             | MYK                                             | RP                           | Typ: Vulkan; Marienkapelle, NSG Karmelenberg; Ex Steinbruch (Kuppe), Steinbruch (nordöstlich); Q: Hohesteinsbach (n) Q: Loehbach (n) Q: Lützelbach (n) | |
| Katzenknipp (⊙) D                                                                                      | 371,10                      | Nordeifel – Hürtgenwald                    | Dürener Eifelfuß                                                                            | 282.0                        | Düren – Birgel – Derichsweiler – Gürzenich Hürtgenwald – Gey – Großhau Langerwehe – Merode – Schlich Stolberg – Schevenhütte                                                                                         | DN AC                                           | NW                           | Wehebachtalsperre (n), NSG: – Geybach (n) – Wehebachtalsystem mit Nebenbächen (n); Q: Derichsweiler Bach Q: Fischbach Q: Geybach Q: Gürzenicher Bach Q: Thönbach | |
| Steckenberg (⊙) D                                                                                      | 370,90                      | Nordeifel                                  | Südliches Ahrbergland, Königsfelder Eifelrand                                               | 272.3 274.3                  | Bad Neuenahr-Ahrweiler – Ahrweiler – Bad Neuenahr – Godeneltern Königsfeld – Königsfeld (Ko) Schalkenbach – Obervinxt – Schalkenbach (Ko)                                                                            | AW                                              | RP                           | AT Steckenbergturm (Standorthöhe 367,8 m); Q: Idienbach | Steckenbergturm auf dem Steckenberg                                                                                        |
| Asberg (Lorich) (⊙) D                                                                                  | 369,50                      | Südeifel                                   | Butzweiler Gutland                                                                          | 261.00                       | Newel – Lorich | TR (Lk)                                         | RP                           | Q: Kutbach | |
| Rothenberg (Roter Berg) (Zeltingen-Rachtig) (⊙) D                                                      | 365,30                      | Moseleifel                                 | Moselberge, Traben-Trarbach-Zeller Moselschlingen Wittlicher Tal                            | 250.2 250.32 251.12          | Platten – Platten (Ko) Ürzig – Ürzig (Ko) Wittlich – Wengerohr (Ko) Zeltingen-Rachtig – Zeltingen-Rachtig (Ko) | WIL                                             | RP                           | Hochmoselbrücke; Q: Anwalther Brunnen Q: Schirbelgraben | |
| Mayener Bellerberg (Mayener Bellberg) (⊙) D                                                            | 363,20                      | Hohe Eifel                                 | Ettringer Vulkankuppen, Nitz-Nette-Wald, Pellenzsenke Mayener Kessel                        | 292.01 271.21 291.221 291.25 | Ettringen – Ettringen (Ko) Kottenheim – Kottenheim (Ko) Mayen – Mayen (Ko) Sankt Johann – Sankt Johann (Ko) | MYK                                             | RP                           | Bellerberg-Vulkan, Vulkanpark, NSG Ettringer und Mayener Bellberg, Kottenheimer Büden | |
| Krausberg (⊙) D                                                                                        | 361,00                      | Ahrgebirge (Ahreifel)                      | Recher Ahrengtal                                                                            | 272.21                       | Bad Neuenahr-Ahrweiler – Marienthal – Walporzheim Dernau – Dernau (Ko) – Marienthal Rech – Rech (Ko) | AW                                              | RP                           | AT Krausbergturm, Krausberghütte (Schutzhütte); Alfred-Dahm-Turm (n) mit Alfred-Dahm-Hütte (Schutzhütte); Q: Steinbergsbach | Blick vom Neuenahrer Berg zum Krausberg mit Krausbergturm                                                                  |
| Römerberg (Kordel) (⊙) D                                                                               | 359,00                      | Moseleifel – Meulenwald                    | Meulenwald, Unteres Kylltal                                                                 | 270.7 261.3                  | Kordel – Kordel (Ko) Trier – Ehrang – Quint Zemmer – Rodt | TR (Lk) TR (St) TR (Lk)                         | RP                           | | |
| Asberg (Salmrohr) (⊙) D                                                                                | 354,80                      | Moseleifel                                 | Klausener Hügelland, Dreiser Tal                                                            | 251.2 251.11                 | Altrich – Altrich (Ko) Bergweiler – Bergweiler (Ko) Dreis – Dreis (Ko) Klausen – Pohlbach Salmtal – Salmrohr (Ko) Wittlich – Wittlich (Ko)                                                                           | WIL                                             | RP                           | NSG Mesenberg bei Wittlich (n); Q: Gußbach | |
| Burgberg (Dreis) (⊙) D                                                                                 | 351,20                      | Moseleifel                                 | Klausener Hügelland, Sehlemer Salmtal Dreiser Tal                                           | 251.2 251.10 251.11          | Bergweiler – Bergweiler (Ko) Dreis – Dreis (Ko) | WIL                                             | RP                           | Q: Gußbach | |
| Neuenahrer Berg (⊙) D                                                                                  | 339,90                      | Ahrgebirge                                 | Königsfelder Eifelrand, Südliches Ahrbergland Ahrmündungstal                                | 274.3 272.3 292.21           | Bad Neuenahr-Ahrweiler – Ahrweiler | AW                                              | RP                           | Burgruine Neuenahr, AT Langer Köbes | Blick vom Aussichtsturm auf dem Silberberg zum Neuenahrer Berg                                                             |
| Bausenberg (⊙) D                                                                                       | 339,80                      | Nordeifel                                  | Königsfelder Eifelrand, Brohl-Sinziger Terrassenflur                                        | 274.3 292.20                 | Niederzissen – Niederzissen (Ko) | AW                                              | RP                           | Typ: Vulkan; Sendemast/-turm, NSG Bausenberg; Q: Raubbach | |
| Kopp (Haneschterbierg, Kop) (⊙) L                                                                      | 338,80                      | Südeifel                                   | Urb-Viander Ourtal                                                                          | 280.30                       | Putscheid – Bivels | VD                                              | Ex LU-D                      | Ourtalsperre; Sendemast/-turm | |
| Burgberg (Kordel) (⊙) D                                                                                | 318,10                      | Südeifel                                   | Unteres Kylltal, Meulenwald                                                                 | 261.3 270.7                  | Kordel – Kordel (Ko) Zemmer – Mühlenflürchen – Rodt | TR (Lk)                                         | RP                           | Ringwall; Q: Sammerbach Q: Winterbach | |
| Kuxberg Südkuppe: Nordkuppe: (⊙) D                                                                     | 315,10 315,10 313,00        | Nordeifel                                  | Swist-Eifelfuß, Recher Ahrengtal Ahrmündungstal                                             | 274.2 272.21 292.21          | Bad Neuenahr-Ahrweiler – Ahrweiler Grafschaft – Holzweiler | AW                                              | RP                           | Doku-Stätte Regierungsbunker; Q: Kratzenbach Q: Bach vom Kux- und Silberberg | |
| Tomberg (⊙) D                                                                                          | 308,50                      | Ahrgebirge (Ahreifel)                      | Swist-Eifelfuß                                                                              | 274.2 553.01                 | Meckenheim – Ersdorf Rheinbach – Hilberath – Irlenbusch – Merzbach – Neukirchen – Rheinbach (Ko) – Todenfeld – Wormersdorf                                                                                           | SU                                              | NW                           | Typ: Vulkan; Tomburg, NSG: – Eifelfuss – Rheinbacher Wald – Tomburg; Q: Ersdorfer Bach Q: Eulenbach Q: Morsbach Q: Steigerbach | Blick von der Meckenheimer Landstraße zum Tomberg mit der Tomburg                                                          |
| Hochburg (Die Hochburg, Huhburg) (⊙) D                                                                 | 306,20                      | Südeifel                                   | Unteres Kylltal, Butzweiler Gutland                                                         | 261.3 261.00                 | Kordel – Kordel (Ko) Newel – Butzweiler – Lorich Trier – Biewer – Ehrang | TR (Lk) TR (Lk) TR (St)                         | RP                           | KD Hochburg (keltische Fliehburg), ND Genovevahöhle (Kuttbachhöhle), ND Elterlay, Kutlei; Q: Kutbach Q: Laufbach | |
| Silberberg (Giesemertalskopf) (⊙) D                                                                    | 295,10                      | Nordeifel                                  | Swist-Eifelfuß, Ahrmündungstal                                                              | 274.2 292.21                 | Bad Neuenahr-Ahrweiler – Ahrweiler | AW                                              | RP                           | AT EVA-Turm, Silberbergtunnel, Doku-Stätte Regierungsbunker (n); Q: Adenbach Q: Bach vom Kux- und Silberberg | |
| Beuelskopf (Hochkopf-Nk) (⊙) D                                                                         | 295,00                      | Nordeifel                                  | Münstereifeler Wald, Swist-Eifelfuß                                                         | 274.1 274.2 553.01           | Rheinbach – Groß-Schlebach – Klein-Schlebach – Loch – Merzbach – Oberdrees Euskirchen – Schweinheim | SU EU                                           | NW                           | Ruine Hans-Wischeler-Turm (AT), NSG: – Rotterbach und Hacksiefen – Stiefelsbach und Zuflüsse; Q: Hackesiefen (Hacksiefen) Q: Thomasbrunnen | |
| Korretsberg (Hummerich, Krufter Hummerich) (Kruft) (⊙) D                                               | 295,00                      | Ost- und Vordereifel – Pellenz             | Pellenzvulkane, Pellenzsenke, Pellenzhöhe                                                   | 291.220 291.221 291.222      | Kretz – Kretz (Ko) Kruft – Kruft (Ko) Ochtendung – Ochtendung (Ko) Plaidt – Plaidt (Ko) | MYK                                             | RP                           | Typ: Vulkan; Steinbruch (n), NSG Korretsberg | |
| Teufelslei (Teufelsley) (Altenahr) (⊙) D                                                               | 282,70                      | Nordeifel                                  | Recher Ahrengtal                                                                            | 272.21                       | Ahrbrück – Ahrbrück (Ko) – Brück – Pützfeld Altenahr – Altenahr (Ko) – Altenburg – Reimerzhoven Mayschoß – Laach | AW                                              | RP                           | NSG Ahrschleife bei Altenahr | |
| Michelberg (⊙) D                                                                                       | 277,80                      | Ost- und Vordereifel – Pellenz             | Pellenzvulkane                                                                              | 291.220                      | Ochtendung – Ochtendung (Ko) Plaidt – Plaidt (Ko) Saffig – Saffig (Ko) | MYK                                             | RP                           | Typ: Vulkan im Vulkankomplex Wannengruppe, Steinbrüche, NSG Michelberg | |
| Alter Burgberg (Kreuzweingarten) (⊙) D                                                                 | 272,50                      | Nordeifel – Die Hardt                      | Billiger Rücken, Antweiler Senke                                                            | 275.4 275.3                  | Euskirchen – Kirchheim – Kreuzweingarten Bad Münstereifel – Kirspenich | EU                                              | NW                           | Ringwall, Hardtburg (n); Q: Schlundgraben (n) | |
| Rothenberg (Schweich) (⊙) D                                                                            | 269,70                      | Moseleifel                                 | Meulenwald, Palliener Sandsteinfelsen                                                       | 270.7 250.01                 | Schweich – Issel Trier – Quint | TR (Lk) TR (St)                                 | RP                           | Meulenwaldtunnel (Moselstrecke) | |
| Langenberg (⊙) D                                                                                       | 2680                        | Ost- und Vordereifel – Pellenz             | Pellenzvulkane                                                                              | 291.220                      | Ochtendung – Ochtendung (Ko) Plaidt – Plaidt (Ko) Saffig – Saffig (Ko) | MYK                                             | RP                           | Typ: Vulkan im Vulkankomplex Wannengruppe, Steinbrüche, NSG Michelberg | |
| Brauneberg (⊙) D                                                                                       | 255,40                      | Moseleifel                                 | Osann-Veldenzer Umlaufberge                                                                 | 250.31                       | Brauneberg – Brauneberg (Ko) – Filzen Lieser – Lieser (Ko) Maring-Noviand – Maring – Noviand Mülheim a.d. Mosel – Mülheim (Ko) Osann-Monzel – Monzel – Osann                                                         | WIL                                             | RP                           | Sendemast/-turm | |
| Plaidter Hummerich (Hummerich) (Plaidt) (⊙) D                                                          | 240,00                      | Ost- und Vordereifel – Pellenz             | Pellenzvulkane, Andernach-Koblenzer Terrassenhügel                                          | 291.220 291.200              | Kretz – Kretz (Ko) Kruft – Kruft (Ko) Ochtendung – Ochtendung (Ko) Plaidt – Plaidt (Ko) | MYK                                             | RP                           | Typ: Vulkan; Steinbrüche | |
| Wannenköpfe (⊙) D                                                                                      | 2570                        | Ost- und Vordereifel – Pellenz             | Pellenzvulkane, Andernach-Koblenzer Terrassenhügel                                          | 291.220 291.200              | Bassenheim – Bassenheim (Ko) Ochtendung – Ochtendung (Ko) Plaidt – Plaidt (Ko) Saffig – Saffig (Ko) | MYK                                             | RP                           | Typ: Vulkan im Vulkankomplex Wannengruppe, Steinbruch | |
| Eiterköpfe (Eiter-Köpfe) Nordnordostkuppe: Südsüdwestkuppe: (⊙) D                                      | 230,70 230,70 o. A.0        | Ost- und Vordereifel – Pellenz             | Pellenzvulkane                                                                              | 291.220                      | Ochtendung – Ochtendung (Ko) Plaidt – Plaidt (Ko) Saffig – Saffig (Ko) | MYK                                             | RP                           | Typ: Vulkan im Vulkankomplex Wannengruppe, Zentraldeponie Eiterköpfe (Müll) (in Ex Steinbruch), NSG Michelberg (n) | |

## Abkürzungen
Die in der Tabelle verwendeten Abkürzungen (alphabetisch sortiert) bedeuten:
Deutsche Landkreise (Kfz-Kennzeichen) und (in einem Fall) kreisfreie Stadt:
- AC = Städteregion Aachen
- AW = Landkreis Ahrweiler
- BIT = Eifelkreis Bitburg-Prüm
- COC = Landkreis Cochem-Zell
- DAU = Landkreis Vulkaneifel
- DN = Kreis Düren
- MYK = Landkreis Mayen-Koblenz
- SU = Rhein-Sieg-Kreis
- TR (Lk) = Landkreis Trier-Saarburg
- TR (St) = Stadt Trier
- WIL = Bernkastel-Wittlich

Deutsche Länder (Bundesländer; ISO 3166-2):
- NW = Nordrhein-Westfalen
- RP = Rheinland-Pfalz

Belgische Provinzen:
- Lüt = Provinz Lüttich

Belgische Regionen (ISO 3166-2 (B)):
- WAL = Wallonien

Luxemburgische Verwaltungsgliederung (ISO 3166-2:LU):
- Ehemaliger Distrikt:
  - LU-D = Distrikt Diekirch
- Kantone:
  - LU-CL = Kanton Clerf
  - LU-VD = Kanton Vianden

Staaten:
- B = Belgien
- D = Deutschland
- L = Luxemburg

Sonstiges:
- AP = Aussichtspunkt
- AT = Aussichtsturm
- Dist. bzw. Ex Dist. = ehemaliger Distrikt in Luxemburg
- DWD = Deutscher Wetterdienst
- Ex = ehemalig
- FMT = Fernmeldeturm
- FWT = Feuerwachturm
- Gr. = Große/r
- Kant. = Kanton in Luxemburg
- KD = Kulturdenkmal
- Kl. = Kleine/r
- Ko = Kernort (Hauptort) einer Gemeinde/Stadt – siehe auch Kernstadt
- Kp. = Kapelle
- krsfr. Stadt = kreisfreie Stadt
- Lk = Landkreis
- LP = Landschaftsplan
- n = nahe (in der Nähe)
- ND = Naturdenkmal
- Nk = Nebenkuppe
- Nr./Nrn. = Nummer/Nummern (steht hier für Naturraum/-räume)
- o. A. = ohne Angabe (nicht genannt)
- NSG = Naturschutzgebiet
- Prov. = Provinz in Belgien
- Reg. = Region in Belgien
- S = Staat
- s. a. = siehe auch
- St = Stadt
- TrÜbPl = Truppenübungsplatz
- Wbh = Wasserbehälter
- Whs = Wirtshaus (Gaststätte, Restaurant)